# Sainte-Consorce
Sainte-Consorce (Sainti-Consorci en francoprovençal lyonnais) st une commune française, située dans le département du Rhône en région Auvergne-Rhône-Alpes.

## Géographie

### Climat
Pour des articles plus généraux, voir Climat d'Auvergne-Rhône-Alpes et Climat du Rhône.
En 2010, le climat de la commune est de type climat océanique dégradé des plaines du Centre et du Nord, selon une étude du Centre national de la recherche scientifique s'appuyant sur une série de données couvrant la période 1971-2000. En 2020, Météo-France publie une typologie des climats de la France métropolitaine dans laquelle la commune est exposée à un climat de montagne ou de marges de montagne et est dans la région climatique  Nord-est du Massif Central, caractérisée par une pluviométrie annuelle de 800 à 1 200 mm, bien répartie dans l’année. 
Pour la période 1971-2000, la température annuelle moyenne est de 11,1 °C, avec une amplitude thermique annuelle de 17,4 °C. Le cumul annuel moyen de précipitations est de 796 mm, avec 9 jours de précipitations en janvier et 6,7 jours en juillet. Pour la période 1991-2020, la température moyenne annuelle observée sur la station météorologique de Météo-France la plus proche, « Brindas », sur la commune de Brindas à 6 km à vol d'oiseau, est de 12,2 °C et le cumul annuel moyen de précipitations est de 717,6 mm,. Pour l'avenir, les paramètres climatiques de la commune estimés pour 2050 selon différents scénarios d'émission de gaz à effet de serre sont consultables sur un site dédié publié par Météo-France en novembre 2022.

## Urbanisme

### Typologie
Au 1er janvier 2024, Sainte-Consorce est catégorisée ceinture urbaine, selon la nouvelle grille communale de densité à sept niveaux définie par l'Insee en 2022.
Elle appartient à l'unité urbaine de Lyon, une agglomération inter-départementale regroupant 123  communes, dont elle est une commune de la banlieue,,. Par ailleurs la commune fait partie de l'aire d'attraction de Lyon, dont elle est une commune de la couronne,. Cette aire, qui regroupe 397 communes, est catégorisée dans les aires de 700 000 habitants ou plus (hors Paris),.

### Occupation des sols
L'occupation des sols de la commune, telle qu'elle ressort de la base de données européenne d’occupation biophysique des sols Corine Land Cover (CLC), est marquée par l'importance des territoires agricoles (64 % en 2018), en diminution par rapport à 1990 (65,5 %). La répartition détaillée en 2018 est la suivante : 
prairies (36,8 %), zones urbanisées (24,8 %), zones agricoles hétérogènes (23,6 %), forêts (7,7 %), terres arables (3,6 %), zones industrielles ou commerciales et réseaux de communication (3,5 %). L'évolution de l’occupation des sols de la commune et de ses infrastructures peut être observée sur les différentes représentations cartographiques du territoire : la carte de Cassini (XVIIIe siècle), la carte d'état-major (1820-1866) et les cartes ou photos aériennes de l'IGN pour la période actuelle (1950 à aujourd'hui).

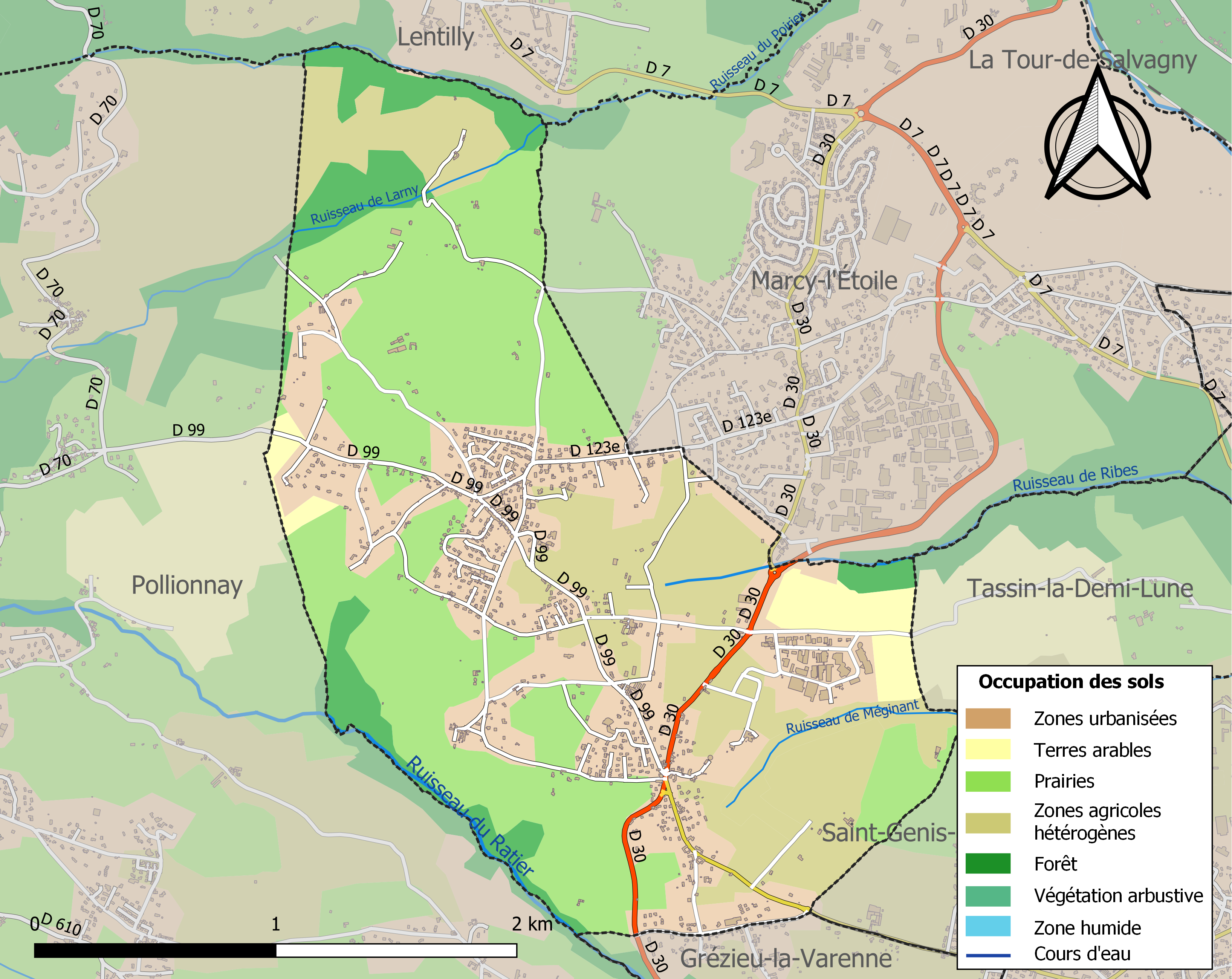
Carte des infrastructures et de l'occupation des sols de la commune en 2018 (CLC).

## Histoire

### En quête de patronage

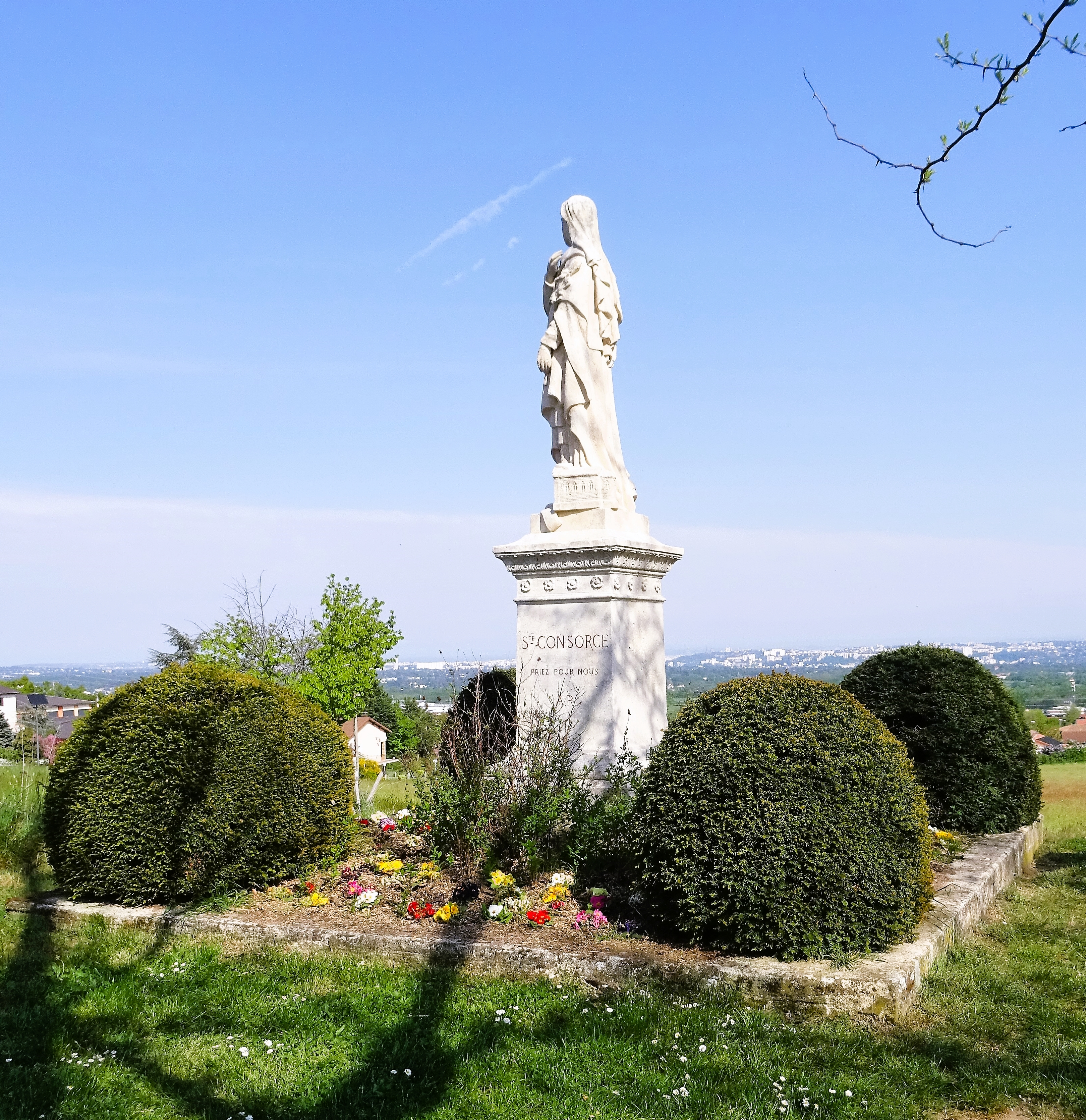
Statue de sainte Consorce.

S’il existe en France d’innombrables communes qui s’honorent des noms de saint Martin ou de saint Pierre par exemple, Sainte Consorce est la seule à porter celui de cette sainte. Une fois écarté le fatras des légendes dont certaines ont recours à l’intervention d’Eucher, l’évêque de Lyon décédé en 449, plus d’un demi millénaire avant la plus ancienne mention de ce patronage en 990, les historiens jalonnent leur argumentation plus convaincante de trois repères. « Oui, sainte Consorce est une sainte authentique qui a vécu et est morte dans un petit village, l’Escale, des Alpes de Haute Provence, sur les bords de la Durance, dans le diocèse de Digne » vers le Ve ou le VIe siècle, fondatrice d’un hospice et zélatrice du culte de saint Etienne auquel le sien devait être durablement associé. Sa mémoire y était célébrée chaque 22 juin, date de son décès et son souvenir perpétué jusqu’à nos jours par une chapelle à son nom démolie il y a une trentaine d’années.
Le culte de la sainte resté cantonné pendant des siècles à la Provence a dû sa propagation à l’ordre de Cluny omniprésent dans l’Occident chrétien à partir du début du Xe siècle. Et quel meilleur agent de liaison que Mayeul (954-994) à la direction de l’abbaye : il était originaire de Valensole, localité proche de l’Escale. « Lui seul pouvait connaitre cette sainte locale et avoir assez d’autorité pour obtenir que lui soit cédé son corps ». Après sa translation jusqu’en Bourgogne, Il avait été déposé dans une des quatre châsses sur l’autel majeur de l’abbaye. Le dernier terme de cet itinéraire correspondrait à une pratique familière aux chrétiens de l’époque. Notre paroisse aurait bénéficié du don d’un fragment de la relique. A titre de comparaison on peut évoquer le cas de sainte Thècle, célèbre savoyarde  qui avait rapporté d’Alexandrie un doigt de saint Jean-Baptiste - celui qui manque à l’opinel - et en avait fait don à la cathédrale de Saint-Jean-de-Maurienne.

### Quelle assiette territoriale?
La commune de Sainte-Consorce dans ses limites actuelle n’existe que depuis 1872 sous une forme quasi résiduelle à l’issue d’un long processus historique dans lequel sont impliquées ses voisines de Pollionnay de Grézieu-la-Varenne et de Marcy-l’Etoile.

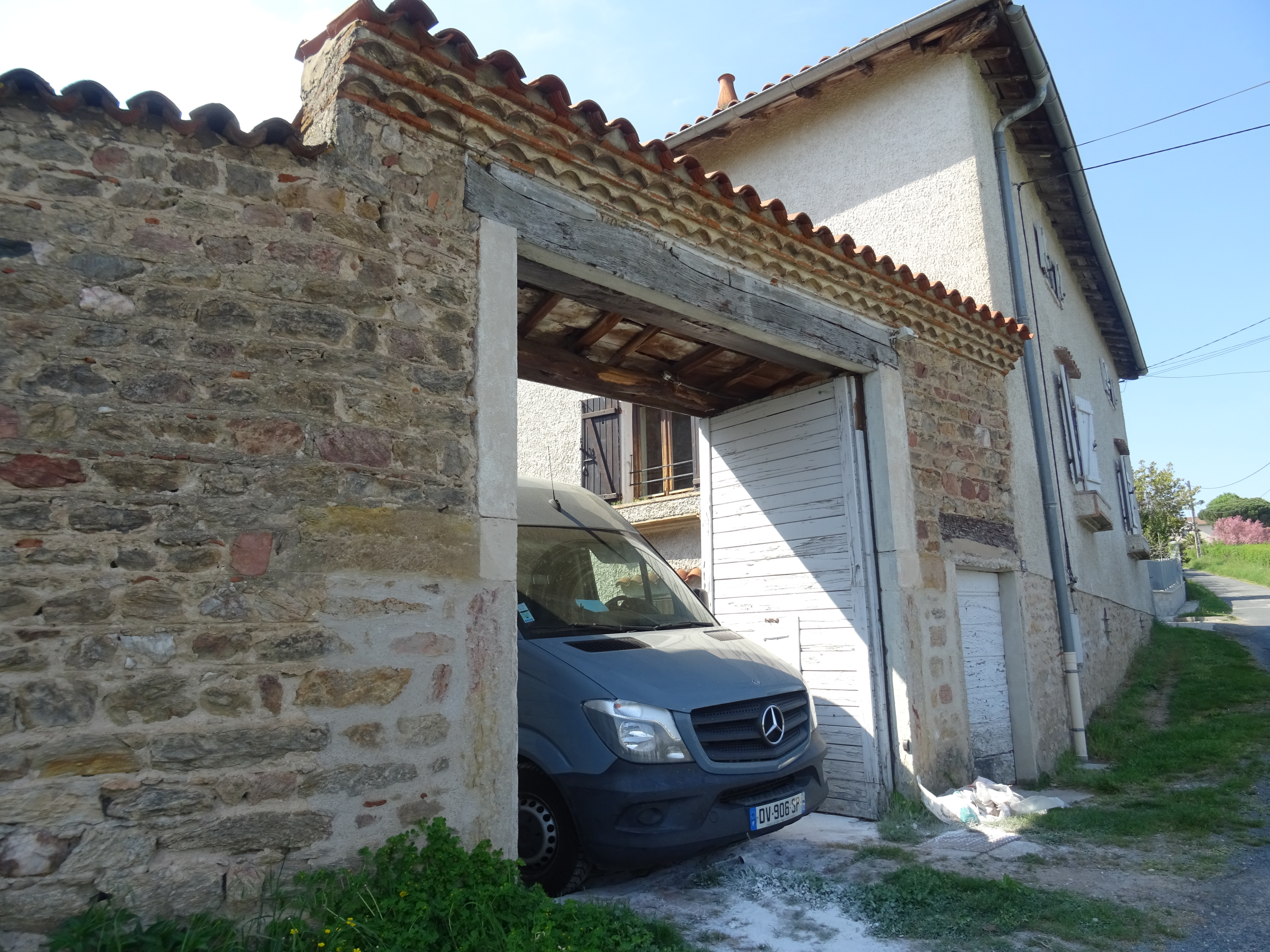
Portail de l'enclos paroissial.

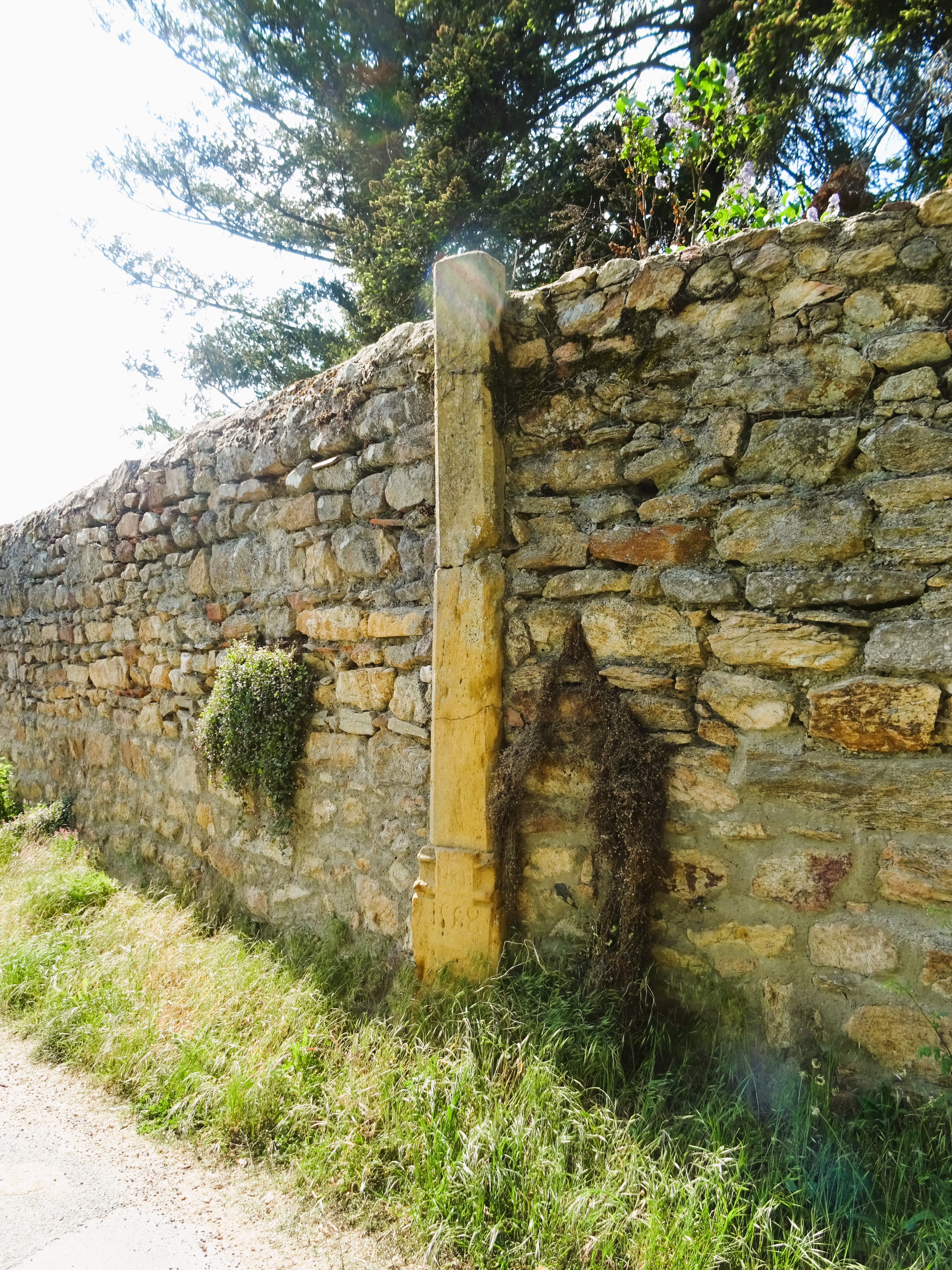
Croix de 1558.

Lorsque son nom apparaît pour la première fois dans une charte de 990, elle fait partie d’une obéance du chapitre des chanoines comtes de Saint-Just dont le siège était à Grézieu-la-Varenne. Cette seigneurie ecclésiastique était déjà constituée en 913. Son autorité s’exerçait jusques et y compris à Larny, au contact des monts du Lyonnais. Le contrôle spirituel des populations se concrétisait par la fondation de paroisses avec chacune son église et son presbytère. Pour ce qui concerne Sainte-Consorce, le siège en avait été fixé à l’emplacement connu aujourd’hui sous le nom de Vieux Bourg. Cette position était relativement centrale entre la paroisse de Larny et la chapelle de Marcy où le desservant se déplaçait depuis le bourg pour célébrer les offices. L’existence de l’église de Sainte-Consorce n’est attestée qu’en 1278 mais il y a tout lieu de penser que sa fondation remonte aux origines de la paroisse[Interprétation personnelle ?]. Les quelques restes qui en subsistent portent la marque des anciens édifices romans du Xe ou XIe siècle. Il s’agit du mur nord de la nef prolongé par une abside semi-circulaire en cul-de-four. Le passant, interdit de visite, doit se contenter aujourd’hui de longer le mur de l’enclos paroissial ponctué, entre autres, par une entrée avec linteau en bois couvert de tuiles et agrémenté d’une corniche lyonnaise et par le fût d’une croix portant la date de 1558.
Le premier démantèlement de cet ensemble remonte à la fin du XVIe siècle et apporte la preuve d’un certain désintérêt des autorités ecclésiastiques pour le contrôle de la partie montagneuse de la contrée. Ce désintérêt s’était manifesté précocement pour Pollionnay car c’est dès le XIIIe siècle que les chanoines du chapitre lyonnais de Saint-Jean avaient vendu leurs droits de seigneurie à un particulier laïc. Trois siècles plus tard, les propriétaires de la seigneurie de Pollionnay font aussi l’acquisition des droits sur Larny : la coupure avec Sainte-Consorce sera définitive. Cette situation restera inchangée jusqu’à la Révolution.
La réorganisation administrative du territoire se fait à partir de 1790 sous la forme laïcisée des communes sous l’autorité d’un maire. La loi du 20 septembre 1792 fondatrice du premier régime républicain français remet l’état civil entre les mains de la municipalité élue par la population. Tous les liens avec Grézieu-la-Varenne jusqu’alors maintenus dans une commune obéance sont dénués de sens.
L’histoire des 80 années suivantes (1792-1872) est celle de la confrontation des intérêts entre les communautés de Sainte-Consorce et de Marcy-le-Loup. Le problème du choix de la localisation de l’église et du presbytère y tient une place essentielle. L’accord est unanime pour l’abandon de la vieille église du bourg « excentrée petite et délabrée ». De surcroît, sa situation dans le creux d’un vallon empêche la diffusion du son des cloches à une époque où leur sonnerie rythme la vie dans toutes les campagnes. Mais où établir le centre paroissial unique dont le Concordat de 1802 a posé le principe ? Dans cette querelle de clochers, Sainte-Consorce ne manque pas d’atouts à commencer par son poids démographique. « Le maire, en 1806, indique au préfet qu’il n’y a que 150 fidèles à Marcy mais 400 à Sainte-Consorce ». En revanche les partisans d’un regroupement autour de la chapelle de Marcy le Loup par la construction d’un presbytère bénéficient d’un avantage décisif. Le richissime propriétaire Lacroix-Laval dont le domaine couvre à lui seul un cinquième du territoire de Marcy et qui deviendra d’ailleurs maire de la commune de 1826 à 1830 « remet au Conseil municipal une promesse, sur papier timbré, de don gratuit d’un terrain et d’un jardin à Marcy plus 600 frs pour les premiers frais ». Sainte-Consorce pourrait retrouver toutes ses chances de l’emporter lorsque, en 1834, « des particuliers[…] prirent l’initiative de faire construire une grande chapelle sur un terrain situé au territoire de Massenot » (c’est le nom du chef-lieu actuel !). Le nouvel édifice fut effectivement construit et ouvert au culte le 25 mars 1835. En 1838, ces mêmes généreux paroissiens échangèrent avec la municipalité la propriété de leur nouvelle église contre celle de l’ancienne.
Peu à peu cependant a germé l’idée d’une séparation en deux communes. Au départ, en 1831, il n’était encore question que de créer, dans un but de pacification des esprits, deux sections électorales avec six officiers municipaux pour la section de Sainte-Consorce et quatre pour celle de Marcy. En 1851, il est précisé que « les dépenses ont été le sujet de continuelles discordes et ont causé des animosités entre les habitants qui ne cesseront qu’à la division de celles-ci ». Et la décision tombe en 1853 : chacune des sections subviendra séparément aux dépenses du culte religieux. Les esprits n’étaient cependant pas mûrs pour envisager une franche rupture et l’idée même en avait été rejetée en 1844. Il faut attendre les derniers jours du Second Empire pour que le pas soit franchi : le projet « ayant ur objet d’obtenir la constitution de chacune des sections en communes distinctes » est déposé le 30 juin 1870. Sa mise en exécution a été retardée par la guerre franco-allemande et c’est seulement le 10 septembre 1871 que la demande de séparation est envoyée au préfet. L’arrêté est signé le 5 juin 1872. A cette date Sainte-Consorce compte 460 habitants et Marcy-l’Etoile (c’est son nouveau nom) 314.

### Des ressources très limitées
La première conséquence de cette évolution est dans la superficie limitée de la commune de Sainte-Consorce (5,81 km2). On ne s’étonnera pas de constater qu’il en est de même pour Marcy-l’Étoile, née de la partition (5,37 km2). Leurs deux territoires réunis totalisent 11,18 km2. En leur ajoutant celui de Grézieu-la-Varenne (7,45 km2) on obtient une superficie de 18,63 km2. Ce dernier chiffre est seul comparable à celui des grandes communes voisines : Lentilly (18,39 km2) ; Pollionnay (15,8 km2) ; Vaugneray (25,02 km2). Une deuxième conséquence concerne les limites de la commune. Elles apparaissent comme naturelles à l’ouest : le ruisseau du Ratier marque la séparation avec Pollionnay. Au nord également, au-delà du ruisseau du Poirier on est sur la commune de Lentilly. En revanche à l’est la limite est purement artificielle car elle résulte des accords passés avec Marcy-l’Étoile lors de la séparation. Des bornes ont été installées pour éviter toute contestation. Des ruisseaux de Ribes et du Méginant seules les sources sont sur Sainte-Consorce ; à l’aval on est sur Marcy-l’Étoile. L’ensemble fait partie du bassin-versant du ruisseau de Charbonnières.

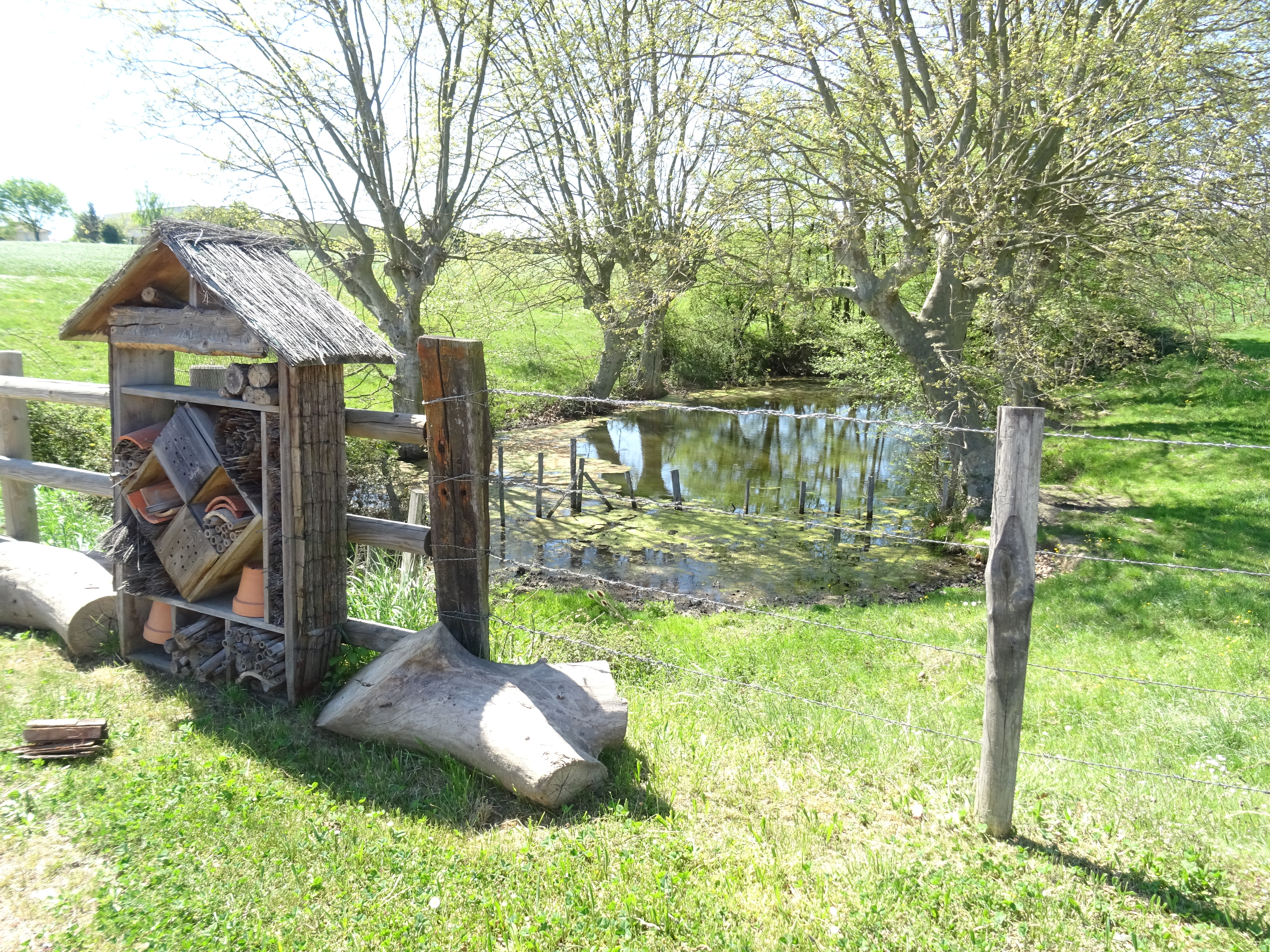
Étang sur le Ribes

De cette exiguïté résulte une grande simplicité du relief. Pour l’essentiel, il s’agit d’une dalle inclinée du nord, avec la butte de Pipora à 432 mètres au-dessus du Vieux Bourg, jusqu’à la pointe effilée vers le sud à la confluence du Ratier et de son affluent le Mercier à 273 mètres, soit un dénivelé de 158 mètres. Ce territoire s’inscrit dans la frange de raccordement entre les monts du Lyonnais, plus à l’ouest et la partie vraiment tabulaire de ce que l’on appelle le Plateau lyonnais. Simplicité également du point de vue géologique. Le gneiss granulitique appartient bien au socle du Massif central. Cette roche métamorphique est responsable du sol ingrat, même après transformation superficielle en gore sablonneux. Pour combattre la tendance à la sécheresse, il faut forer des puits jusqu’à la roche saine. Une solution plus récente a été dans la création d’étangs artificiels.

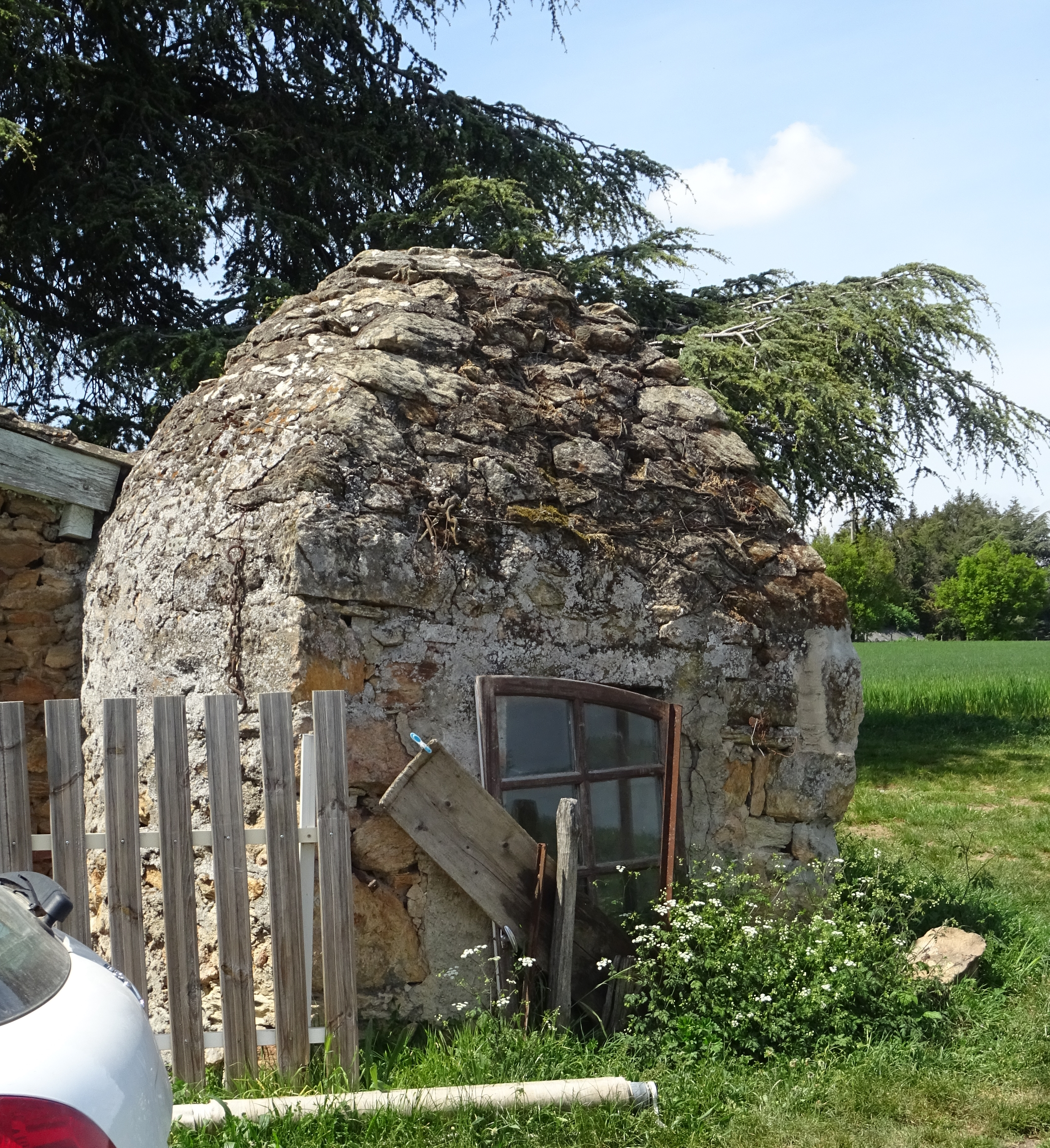
Puits-guérite à Pipora
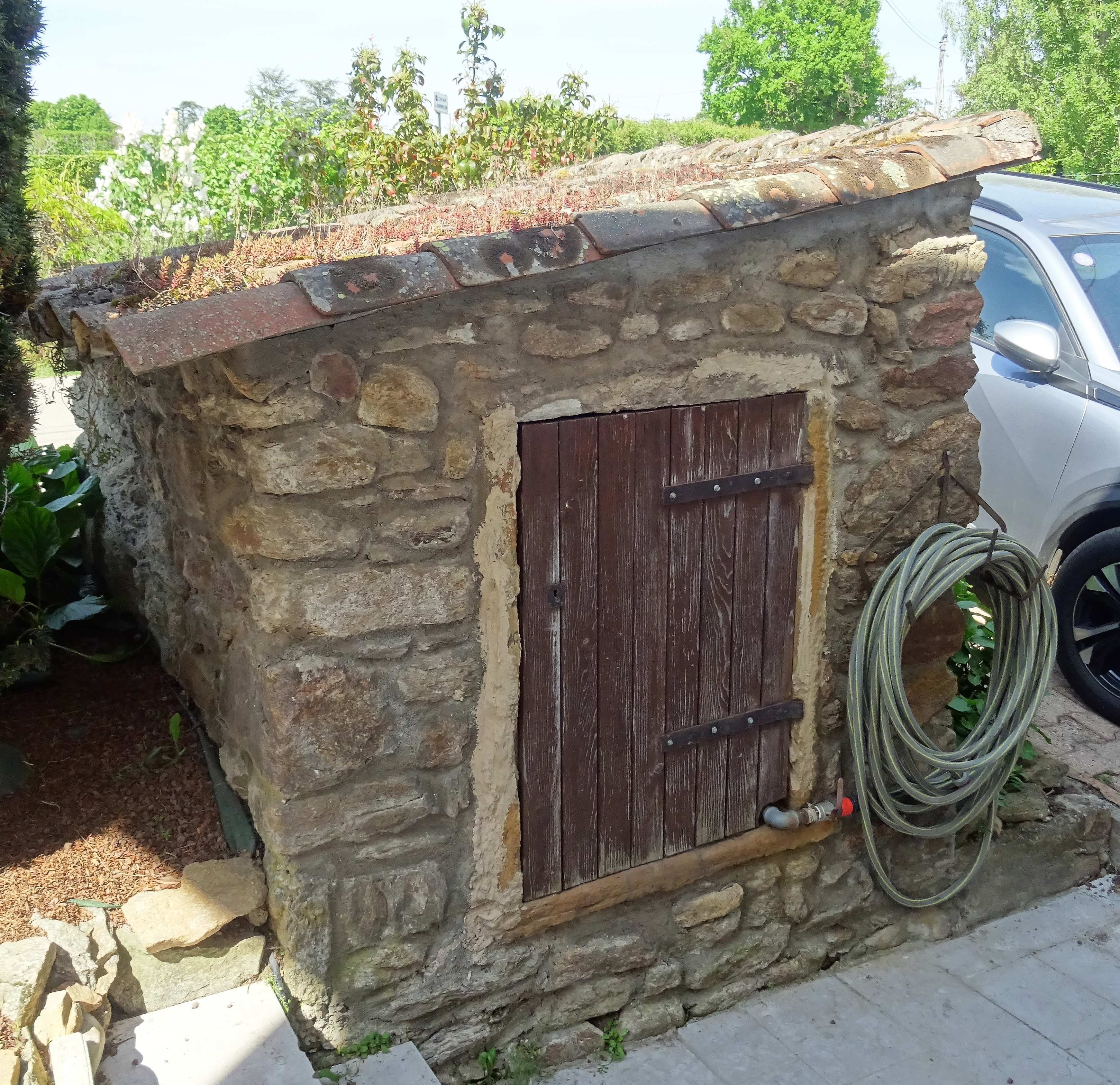
Puits à Charmillon
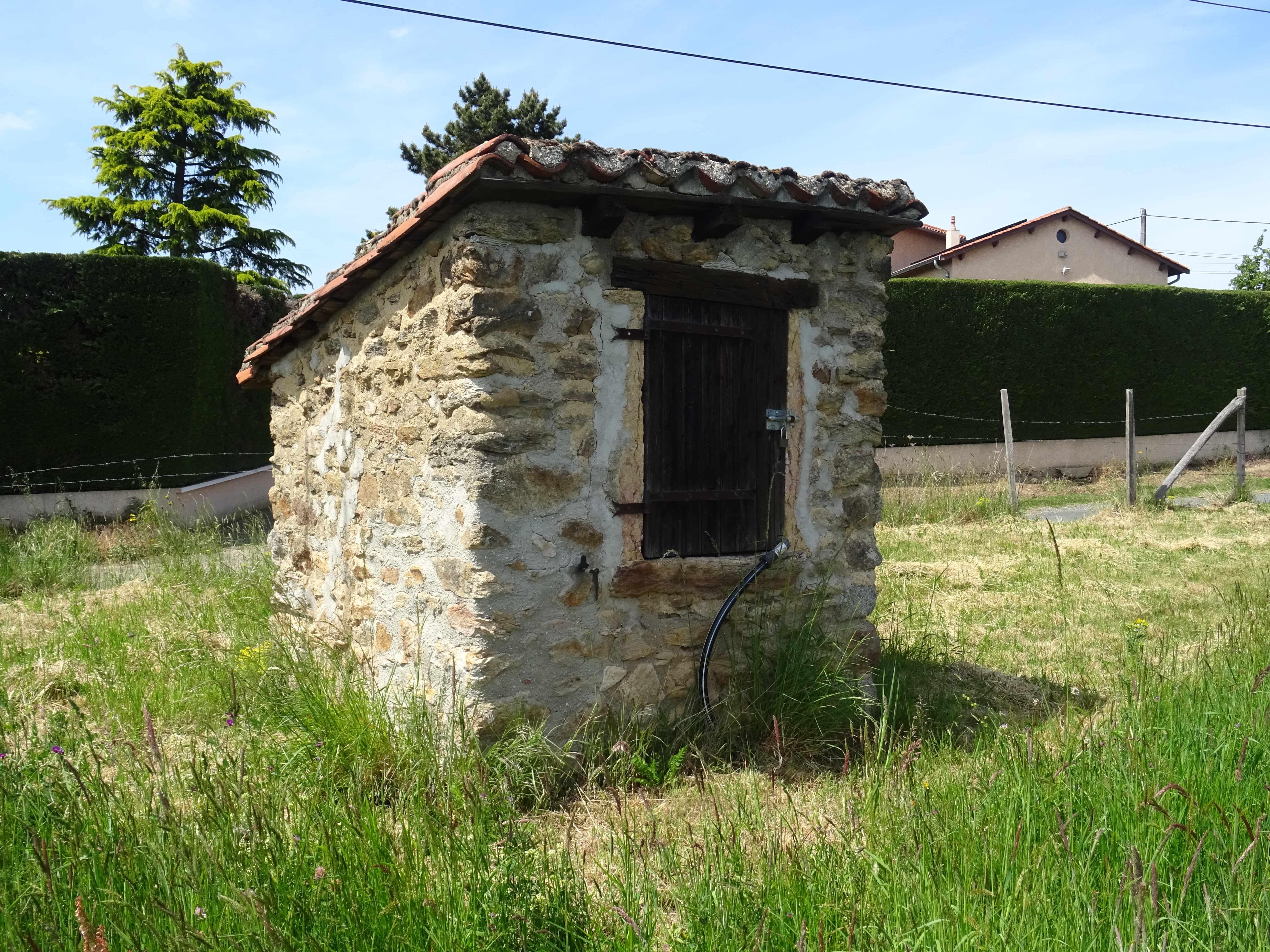
Puits à Philly

Dès la période des défrichements médiévaux, l’occupation humaine s’est manifestée par l’extrême dispersion de la population ; à peine est-on autorisé à parler de hameaux. Même « au Vieux Bourg, pourtant centre de la paroisse primitive, quelques rares demeures se pressaient autour de l’église romane ». Les cartes les plus anciennes, dont celle de Cassini, en font encore foi. Sainte-Consorce a toujours été un village très pauvre. « En 1573, dans une description du païs de Lyonnais, notre terroir est apprécié pour ses pâturages et prairies mais pas pour sa fécondité en grains, vins et fruits ». En 1697, le curé dresse un tableau assez sombre de sa paroisse. « La population vit de la culture du seigle et il se cueille quelques chastagnes sauvages – Vignes de faible étendue et de peu de revenu - La dixième partie du territoire de la localité est en prés et pâturage - Pas de bois et de rares taillis. Le quart du sol de la paroisse est inculte ; les terres sont sablonneuses et rocheuses ; le climat est assez froid. On trouve un méchant ruisseau souvent à sec ». L’état dressé en 1787 par le syndic Barthélemy Claron ne porte pas davantage à l’optimisme. « Faible rendement des terres surtout en seigle et avoine – Vin médiocre […] Les terres sont toutes hérissées de rochers. Plus de moutons que de vaches et de bœufs ». Même les châtaigniers qui couvraient toute la partie haute (d’où l ’appellation des habitants de Marons - avec un seul r) ont totalement disparu au XIXe siècle du fait des achats massifs de leur bois pour teindre la soie en noir.
Quelques revenus d’appoint sont apparus en ce même XIXe siècle comme la mise en nourrice d’enfants de la bourgeoisie lyonnaise et la blanchisserie, ici comme dans l’ensemble des communes autour du principal centre de Craponne. Il y en aurait eu vingt-cinq en activité vers 1900. La tradition ne s’en est pas perdue puisqu’il en reste encore deux aujourd’hui et qu’une troisième s’est installée dans la zone d’activité.

### Une foi à toutes épreuves

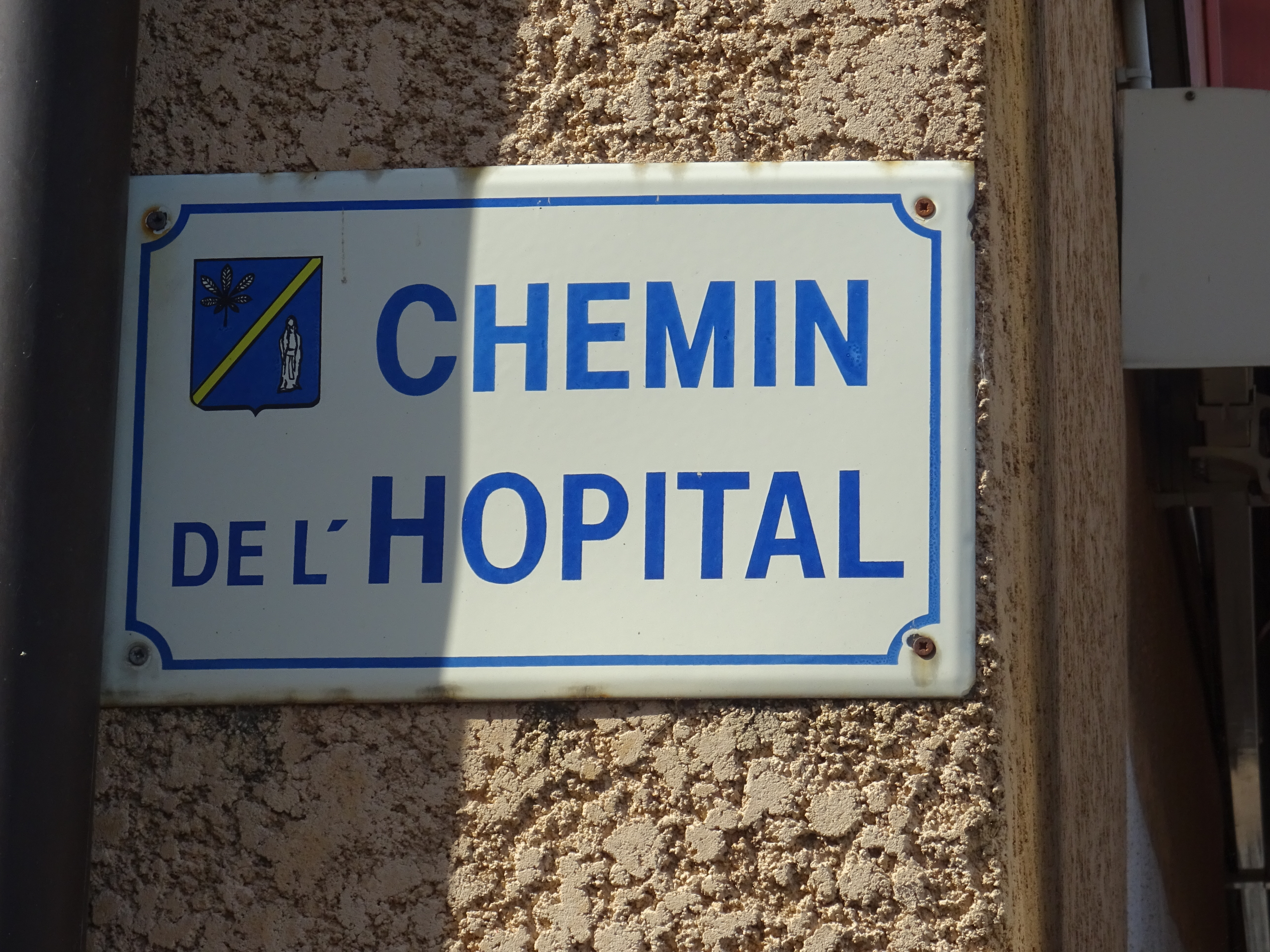
Chemin de l'hôpital.

#### Les temps anciens
Les chanoines obéanciers de Saint-Just ont conservé jusqu’en 1790 leur prérogative en nommant le desservant de la cure de Sainte-Consorce. Si le son des cloches ne parvenait qu’étouffé depuis le fond du vallon du bourg, les croix de chemin se dressaient dans les diverses parties du terroir pour entretenir les paroissiens dans un esprit de dévotion. Six exemplaires nous en ont été conservées, toutes en solide pierre. Le contrôle de la paysannerie par les chanoines a pu leur être contesté localement par l’ordre de Saint-Jean-de-Jérusalem qui avait acquis un domaine en 1207 au lieudit Montchaussson dans le bas de la paroisse. Ces hospitaliers pouvaient mener matériellement une vie autonome. « Sept ans après leur établissement, les Frères engrangent du blé, produisent du vin, élèvent des brebis et des porcs et emploient des bergers ». C’est leur droit à percevoir la dîme qui a pu paraître litigieux. Changement de nom en 1530. C‘est l’ordre de Malte (nouvelle appellation depuis 1530) qui devait revendre le domaine jugé peu rentable en 1653. La présence des Frères n’est évoquée ici que pour mémoire car il ne reste plus de traces de leur présence si ce n’est dans le nom du chemin de l’Hôpital.

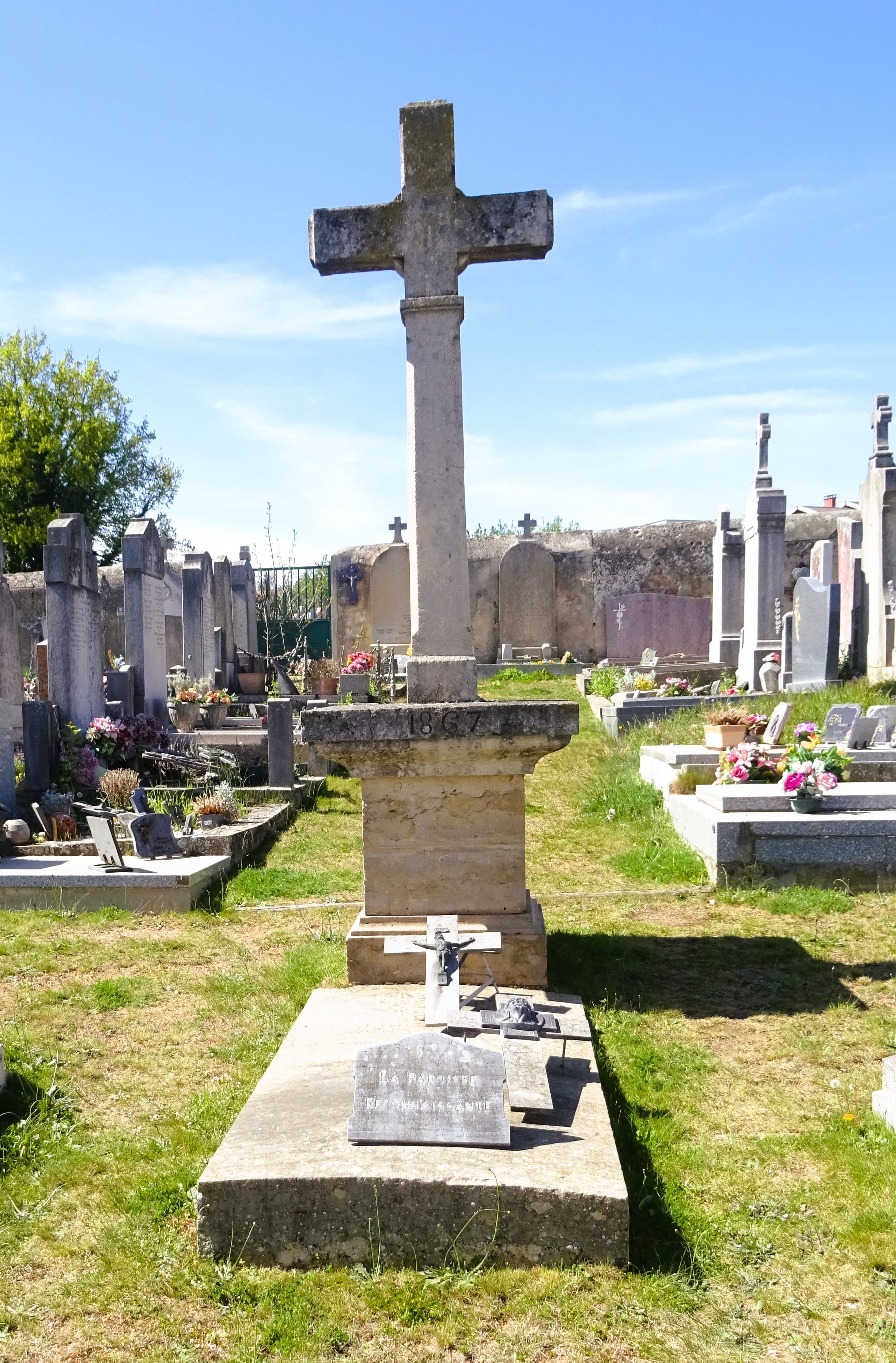
Croix du cimetière
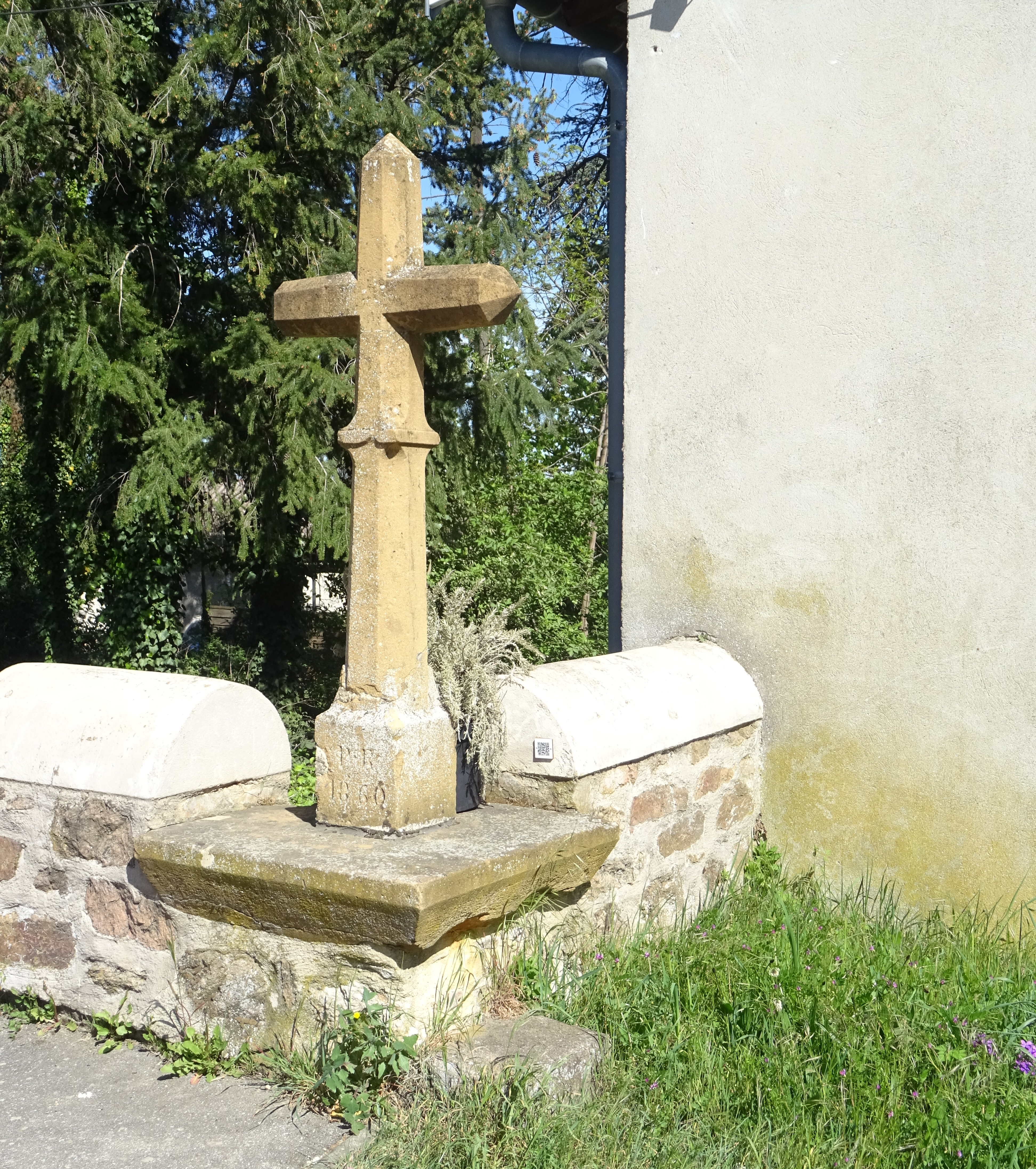
Croix de Massenot
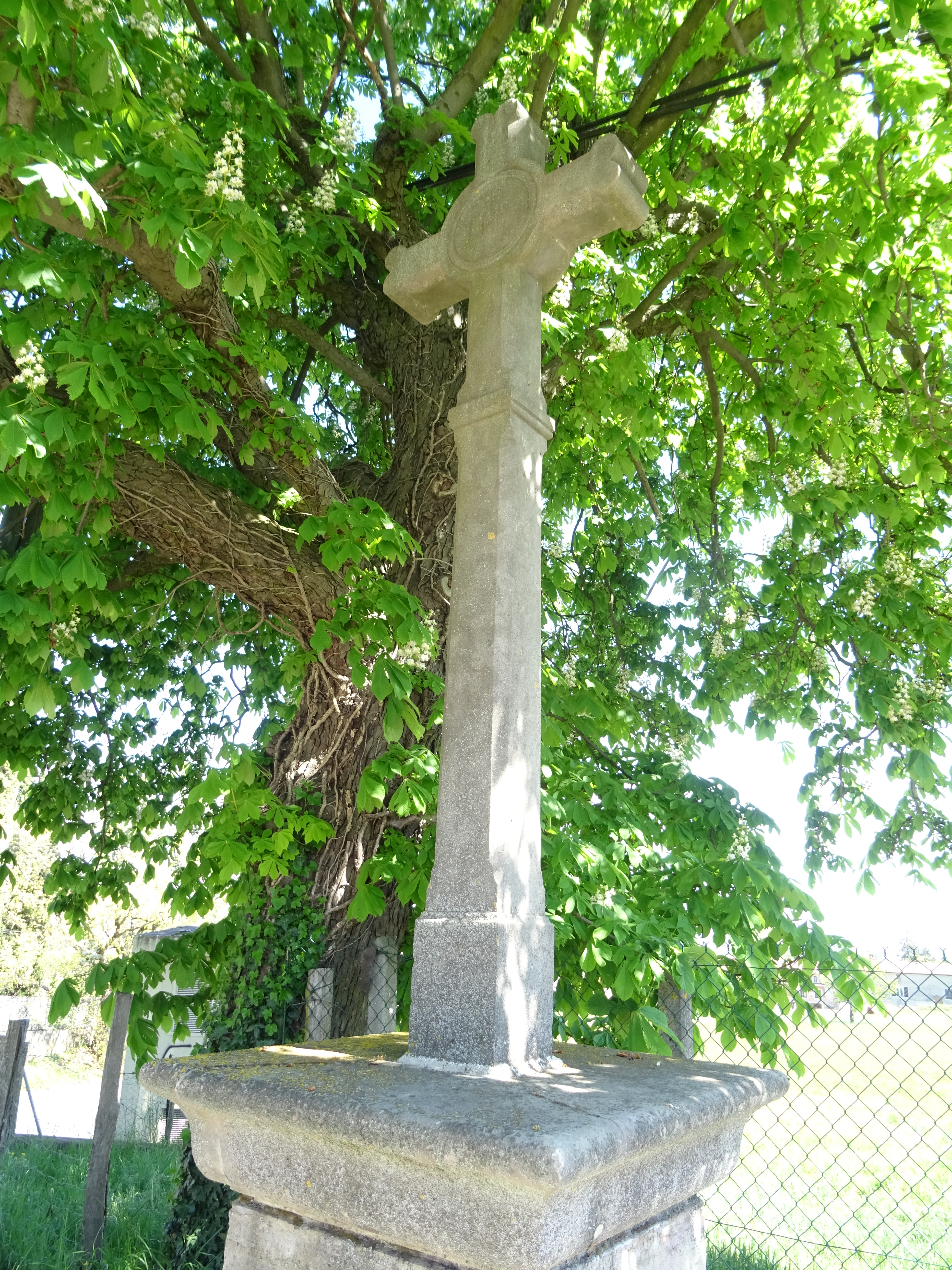
Croix du Badel
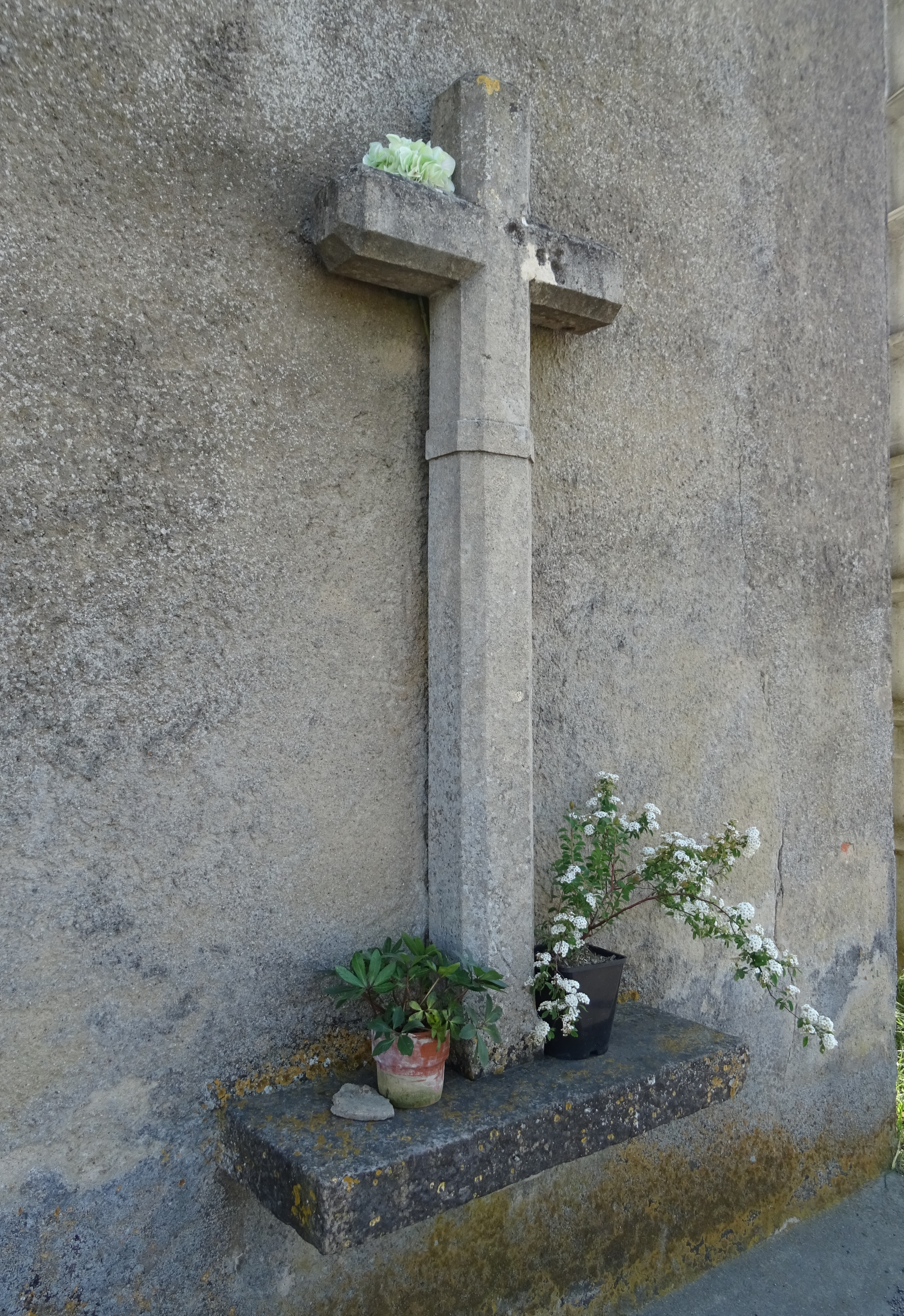
Croix du Philly
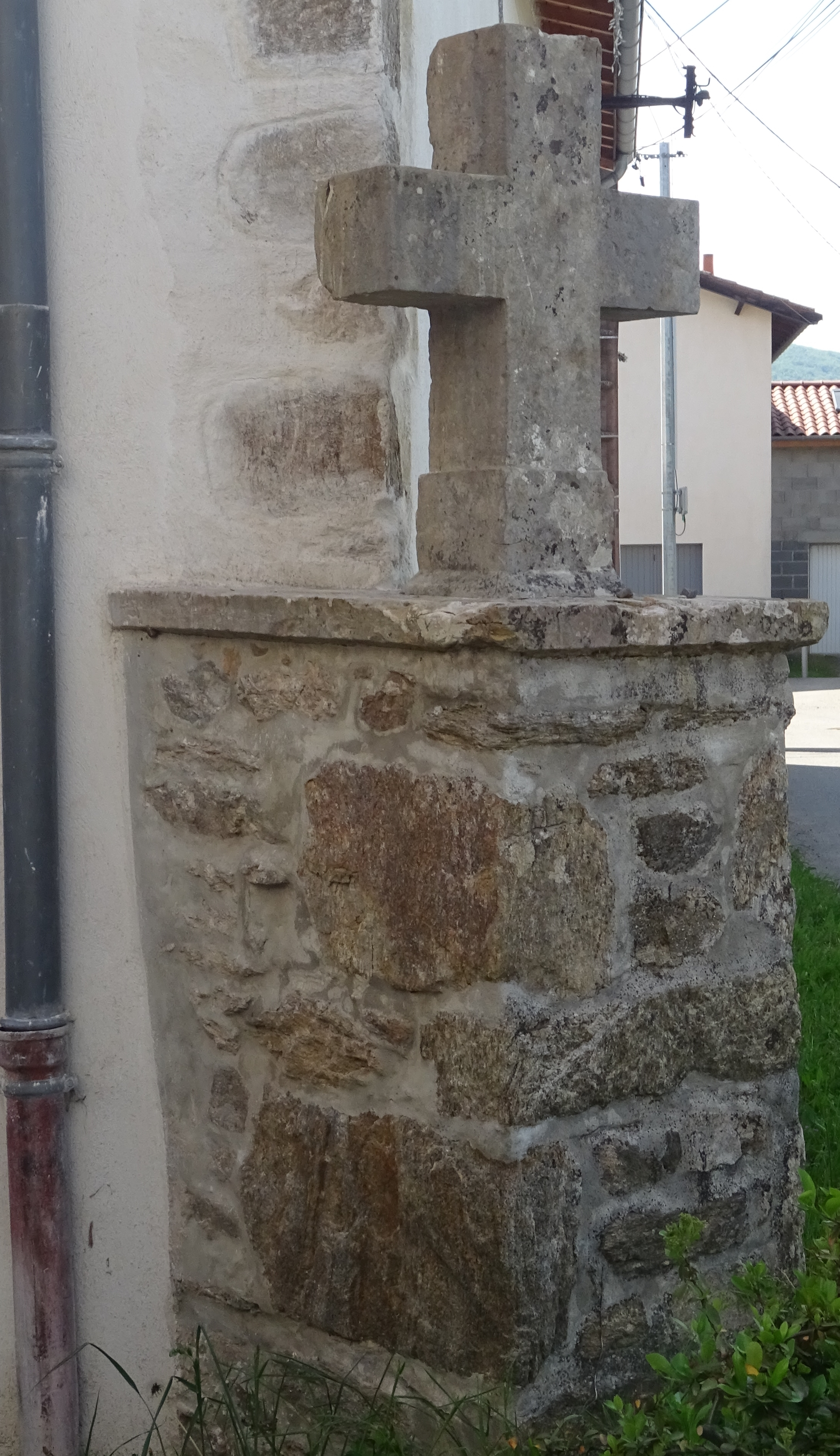
Croix de Charmillon

#### L'affaire protestante
Plus près de nous, en 1825 éclate une affaire, insignifiante en apparence puisqu’elle ne met en cause qu’une minorité, mais lourde de signification quant à l’attachement de la communauté à ses racines catholiques. À cette date, il n’y a plus de curé à Sainte-Consorce qui est devenu une annexe de Marcy depuis 1808. Au printemps deux habitants de Sainte-Consorce, gênés dans leur fidélité aux offices et ayant accumulé divers griefs contre les autorités religieuses se présentent à Lyon devant le pasteur Pache, président d’origine suisse du Consistoire de l’Église réformée. Ils demandent au nom du village à « être admis dans la communauté de son troupeau » et s’engagent à suivre une formation dans ce sens. Deux membres de cette église viennent en visite à Sainte-Consorce. En juillet, engagement officiel est pris devant pasteur de douze familles de vivre dans la communauté évangélique. À l’automne, des assemblées de néophytes se réunissent au Vieux Boug dans la maison de la veuve Cazot. La célébration du culte est de plus en plus suivie y compris par des convertis venus d’autres communes voisines. Le pasteur Pache annonce l’existence de 125 protestants à Sainte-Consorce.
En 1826, la situation s’envenime dans une atmosphère de plus en plus lourde, les catholiques recevant l’appui du nouveau maire qui n’est autre que Lacroix de Laval. Son frère est aussi le maire de Lyon, ce qui contribue à attirer l’attention de l’opinion. Leur mobilisation devient de plus en plus incontrôlée et des adeptes du nouveau culte sont agressés en chemin. Le pasteur Claparède qui vient officier dépose plainte. Les attaques publiques de plus en plus virulentes et calomniatrices sont proférées, y compris par des personnalités comme la mère des Lacroix, donnant à l’affaire une tournure politique au point d’être évoquée au niveau national. Les libéraux prennent parti pour les réformés invoquant la charte constitutionnelle dont le respect est menacé par le roi Charles X, adepte fervent de l’étroite union du trône et de l’autel.
Et Jacques Camus de conclure : « S'agit-il d'une question religieuse et d'authentiques conversions à la religion réformée ? S'agit-il de la conséquence de la division qui règne entre Marcy et Sainte-Consorce à la suite de la suppression des curés à Sainte-Consorce en1808 ? S'agit-il d'une affaire municipale : injuste répartition des membres du conseil entre Sainte-Consorce et Marcy durant plusieurs années ? Sans doute un peu de tout cela ».

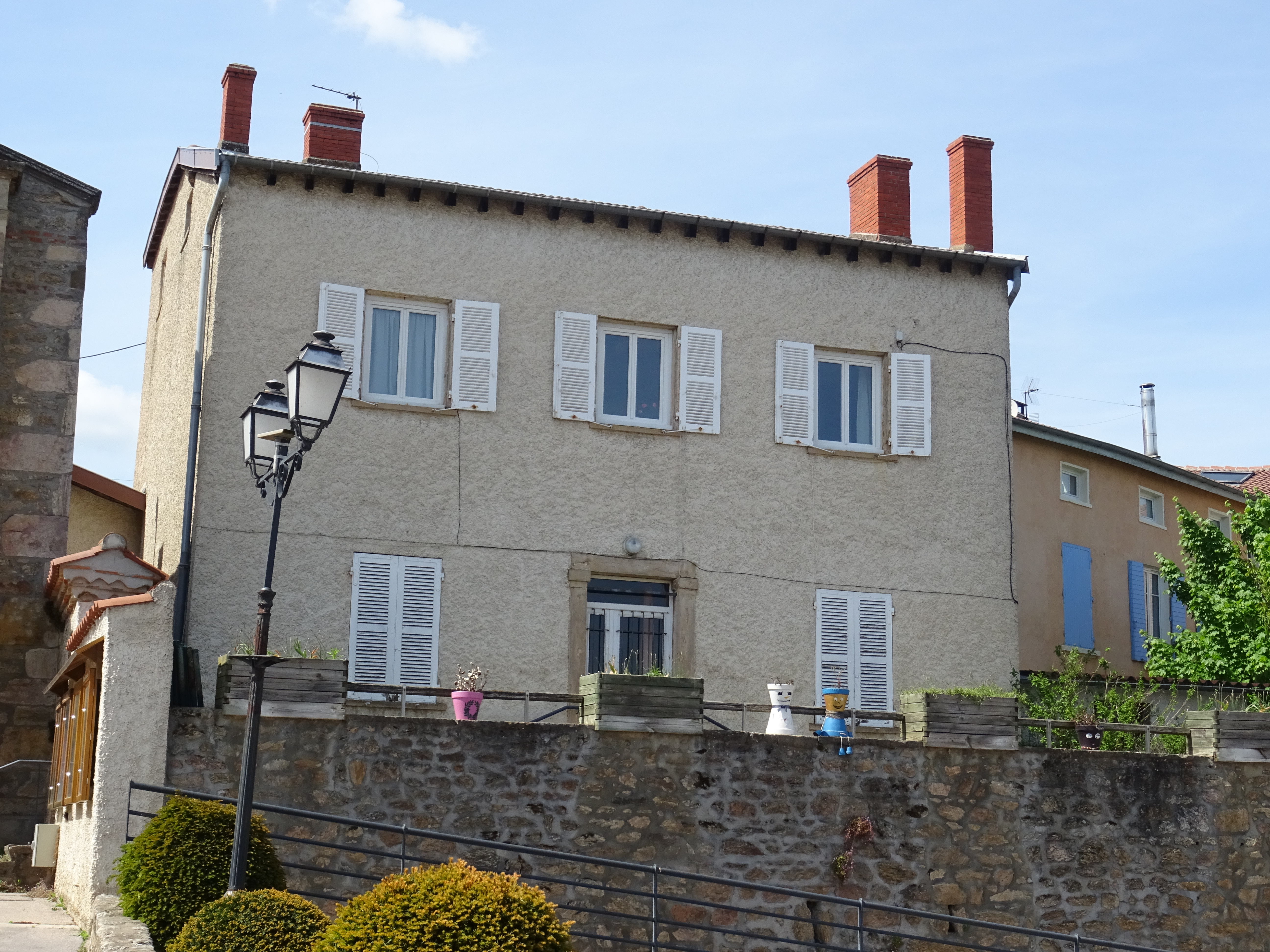

#### La nouvelle église
La construction de la nouvelle église de Sainte-Consorce en 1835 a sûrement contribué à l'apaisement des esprits.Ce sera une rude tâche pour une population aux faibles moyens. Les particuliers qui ont hasardé leurs deniers dans l’opération en attendant le rachat par la commune l’ont-ils fait à l’économie ? Toujours est-il que le choix de l’entrepreneur n’a pas donné satisfaction. En effet, en 1853, 18 ans seulement après l’inauguration, des déchirements sont apparus résultant de la poussée sur le mur des arcs séparatifs des nefs. Il a fallu solliciter l’avis de l’architecte du département. C’est lui qui proposa de consolider la façade à l’aide de quatre contreforts en pierre placés dans le prolongement des arcs séparatifs des nefs et des murs latéraux. L’église devait rester sans clocher jusqu’en 1893. A cette date, grâce au legs d’un ancien curé de la paroisse « la municipalité demanda à un architecte lyonnais un projet et un devis pour la construction de la flèche et la réception des travaux eut lieu le 21 février 1895 ». Quant au nouveau presbytère, le curé desservant l’a fait construire à ses frais avec la promesse que « la commune ne pouvait s’exempter d’en payer au moins le loyer jusqu’à ce qu’elle pût l’acquérir ». Il n’obtint gain de cause qu’en 1847, date du rachat.

On a adopté pour l’église le style néoclassique. « La façade est rythmée par les quatre contreforts en pierres de taille ajoutés en 1853. La porte d’entrée, surélevée d’un emmarchement de quatre degrés est couverte d’un entablement surmonté d’une lunette. Deux oculi éclairent les nefs latérales. Un fronton très évasé, sommé d’une croix en pierre termine le mur pignon. On découvre à l’intérieur trois nefs de trois travées délimitées par des colonnes supportant une voûte en berceau fractionnée à lunettes ; les bas-côtés, eux, sont voûtés d’arête ». Pas de transept : ses croisillons sont remplacés par deux sacristies dont celle au sud supporte le clocher. L’abside en cul-de-four est éclairée de deux baies en plein cintre. Quant au clocher, il est haut de trois niveaux séparés par des bandeaux et est éclairé sur chaque face de baies en plein cintre jumelées. La flèche de plan carré est animée par quatre clochetons saillants dans lesquels s’inscrivent des cadrans d’horloge.

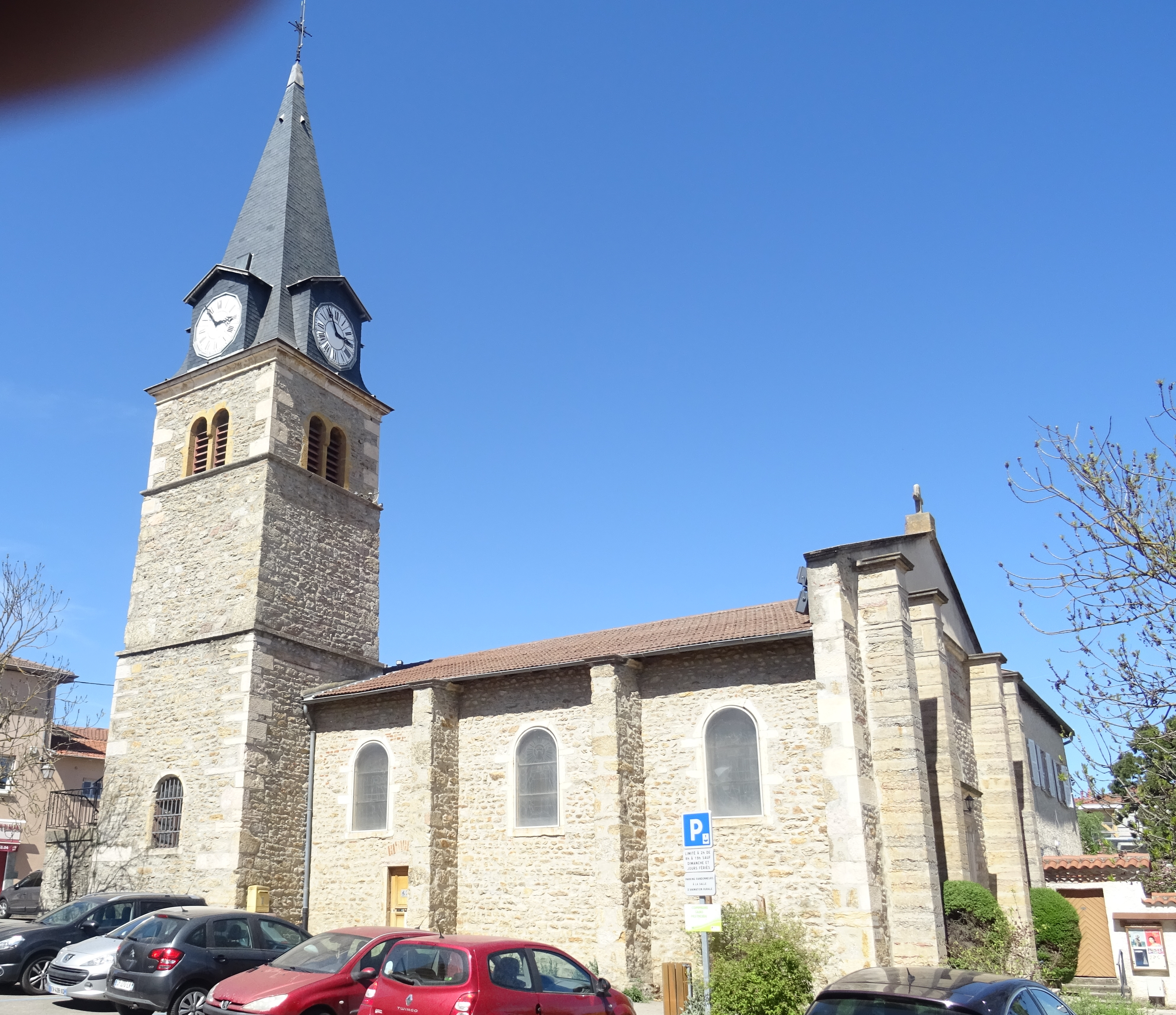
Vue d'ensemble de l'église
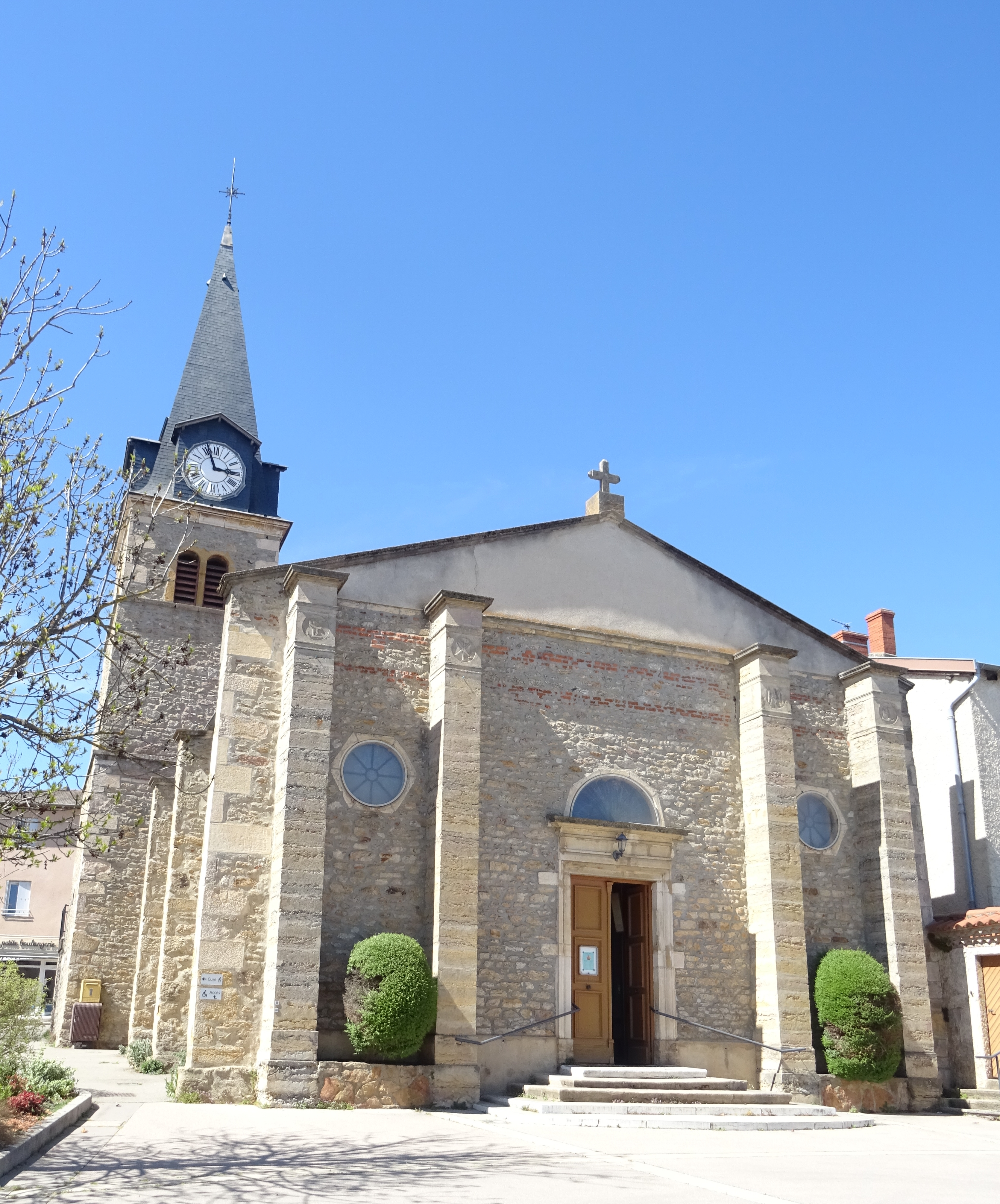
Façade de l'église
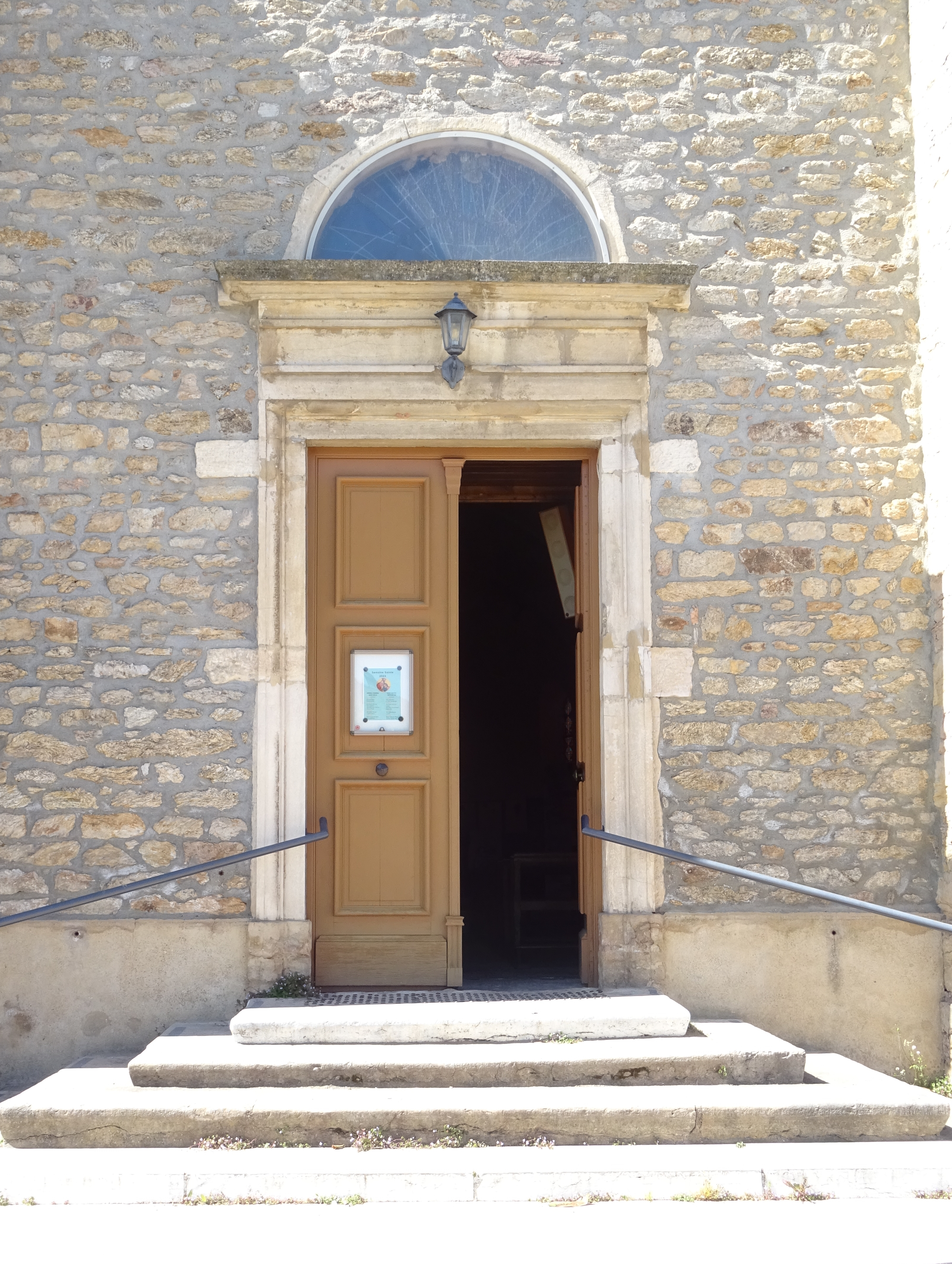
Portail de l'église
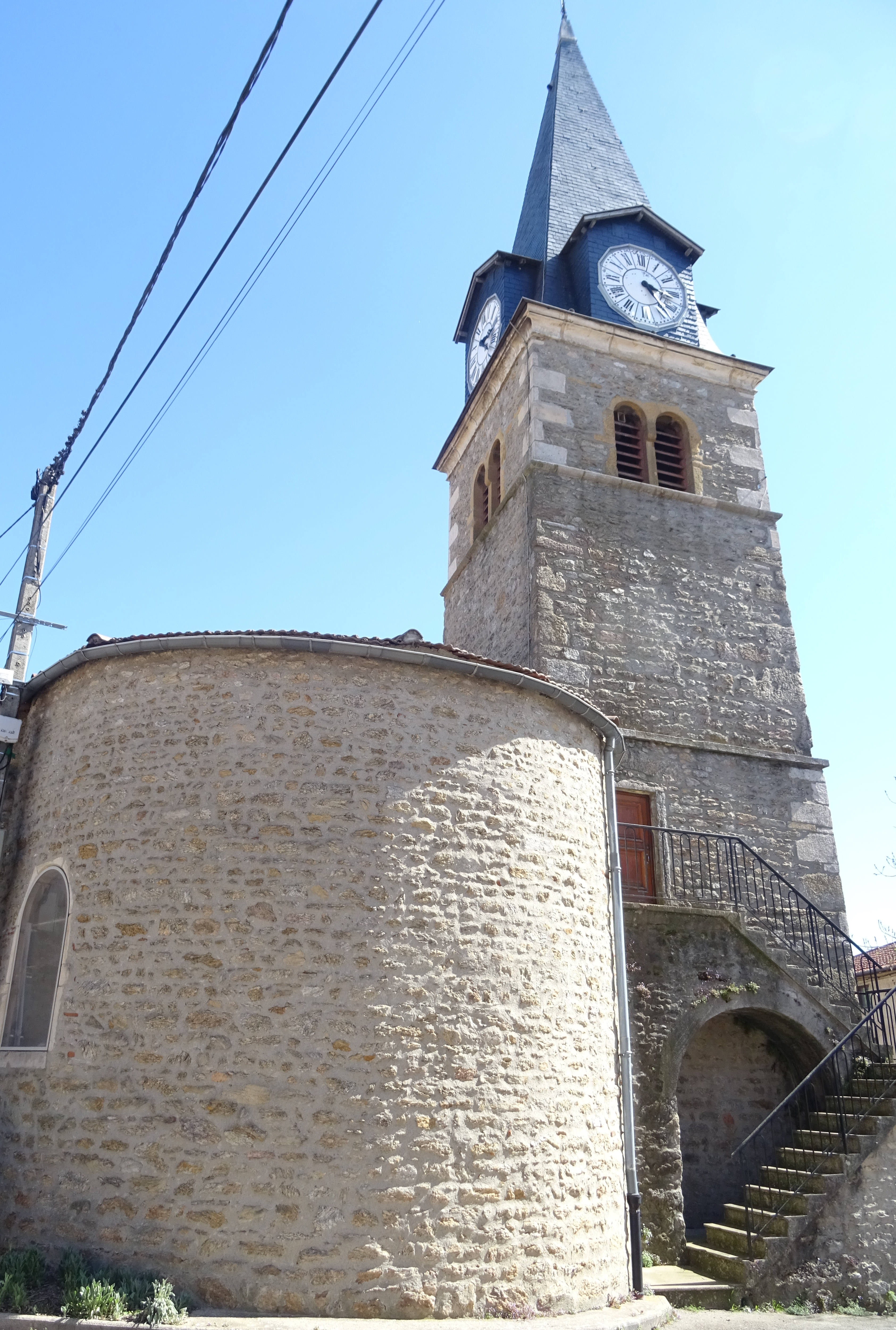
Clocher et abside
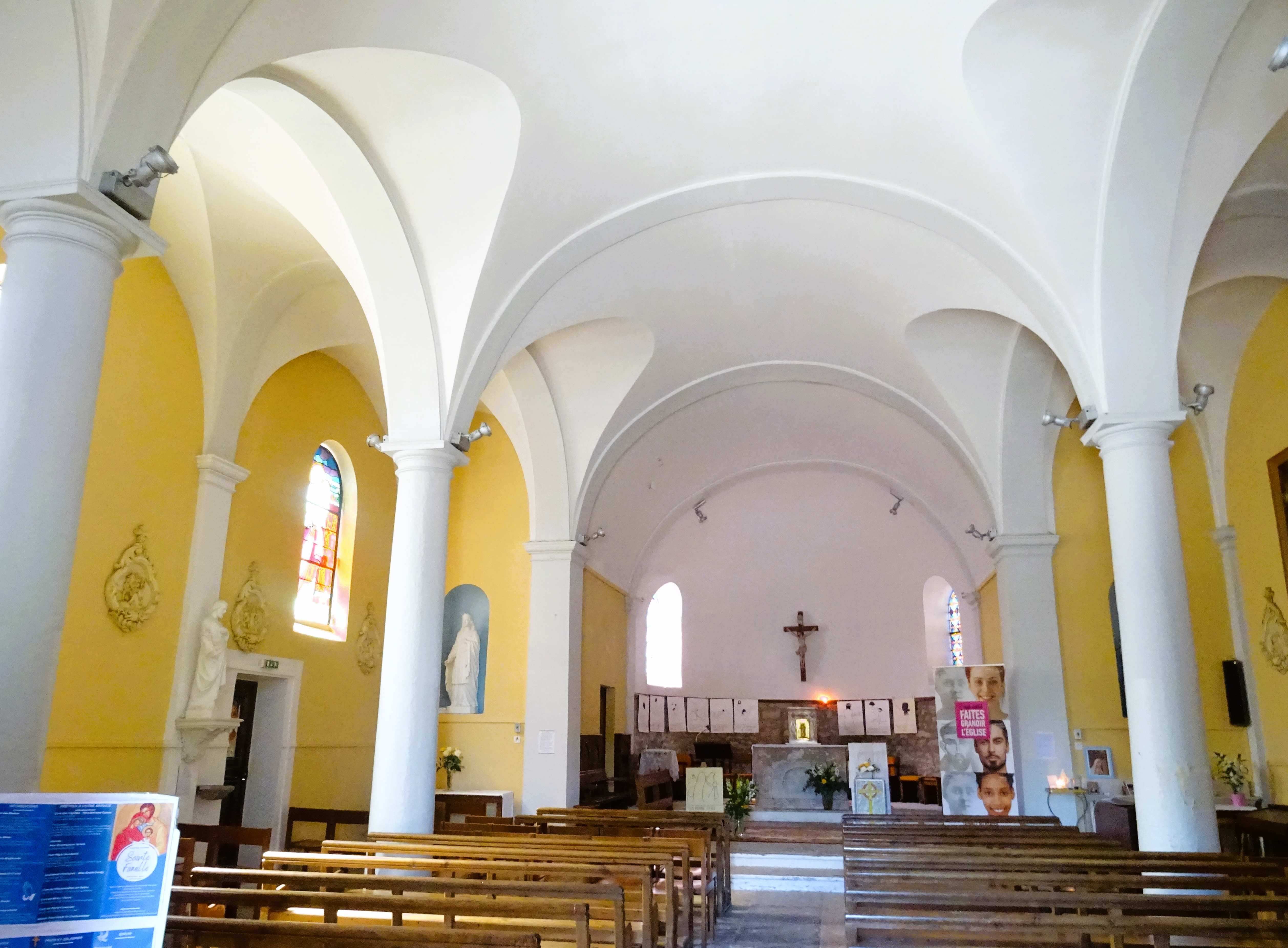
Intérieur de l'église

Malgré la modestie des moyens financiers, les paroissiens ont eu à cœur d’enrichir leur église. Le maître -autel est de récupération. La porte en bronze du tabernacle représente le Bon pasteur dans un décor de losanges en plaquage de marbre. Sur l’autel lui-même est sculpté en bas-relief l’agneau sur une nuée entouré d’une gloire. Il a fallu se contenter de statues de plâtre comme celle de sainte Consorce ou celle de la Vierge à l’enfant. Il en est de même du Christ polychrome sur croix de chêne. Cependant un tableau de valeur du XVIIe siècle non signé a été inscrit à l’inventaire des monuments historiques. Il représente la Vierge agenouillée devant un prie-Dieu dans l’angle inférieur droit de la toile et l’ange de l’Annonciation en haut à gauche, également agenouillé, une fleur de lys à la main, montrant du doigt la colombe du Saint Esprit. Parmi les vitraux de la nef, celui de saint Vincent de Paul recevant une religieuse de la Charité donne un bon exemple de leur vive coloration. Sur une plaque est rappelée la mémoire des héros tombés au combat pendant la Grande Guerre en réplique du monument aux morts érigé sur la place en 1923.

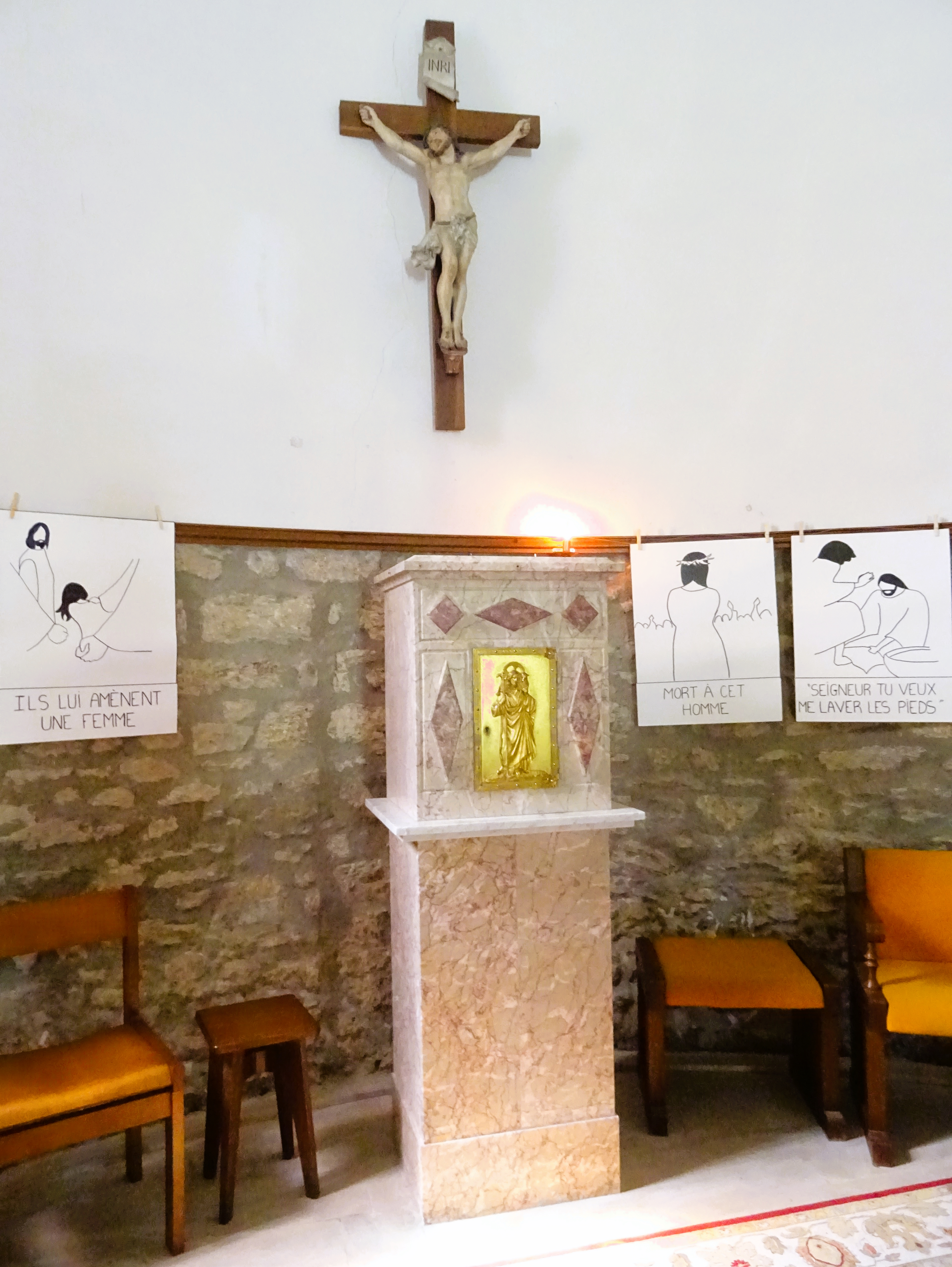
Maître-autel
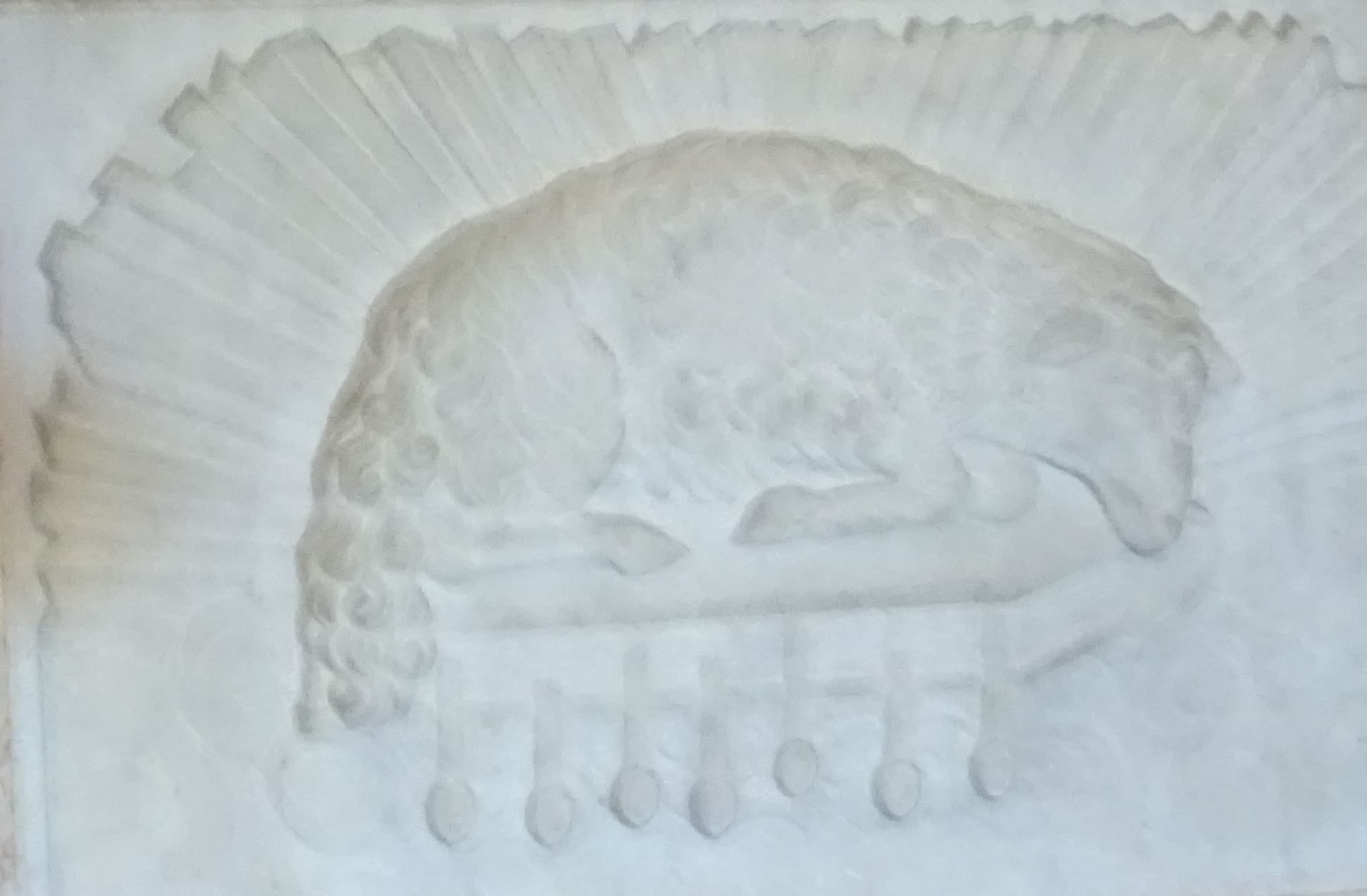
L'agneau sur sa nuée
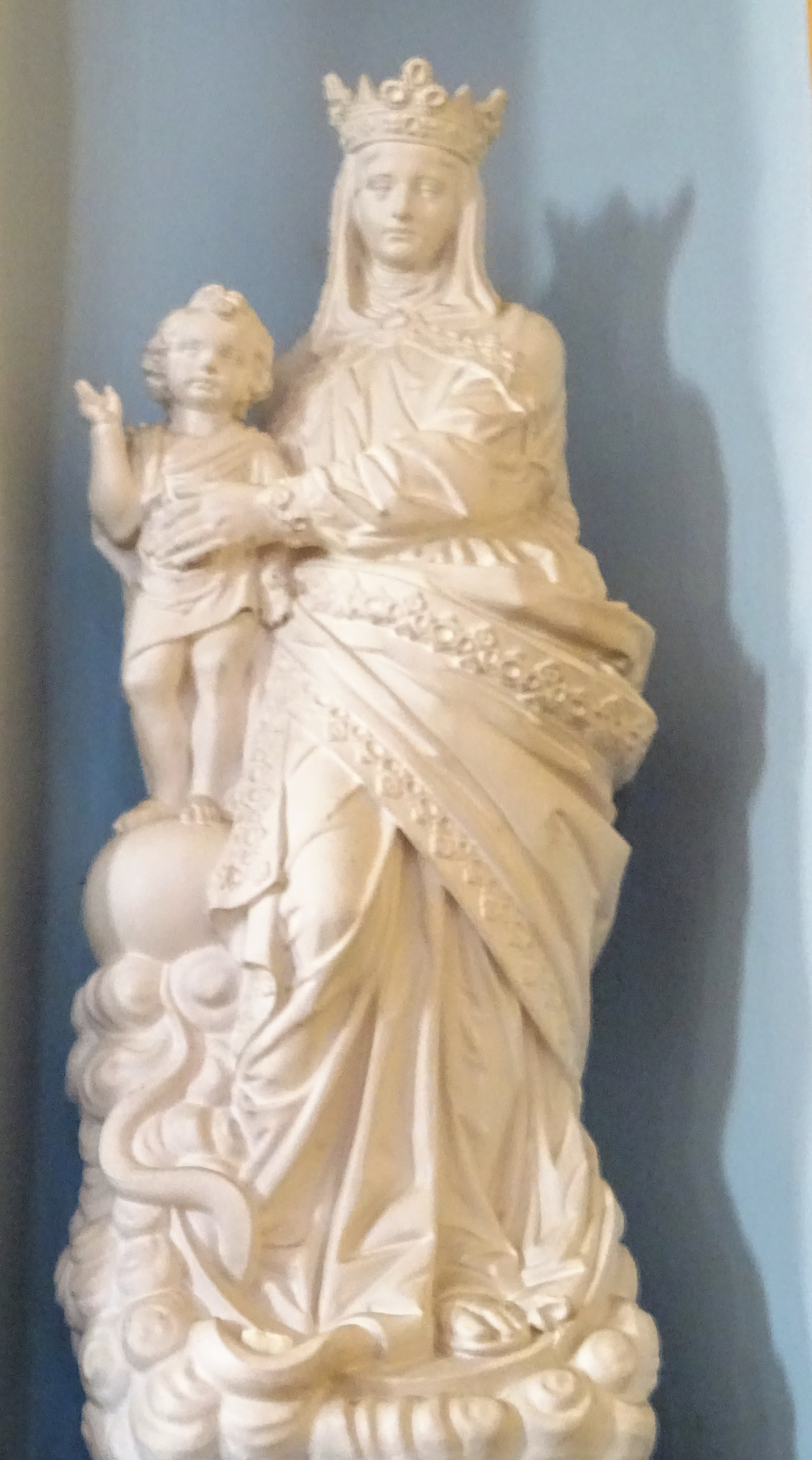
Vierge à l'enfant
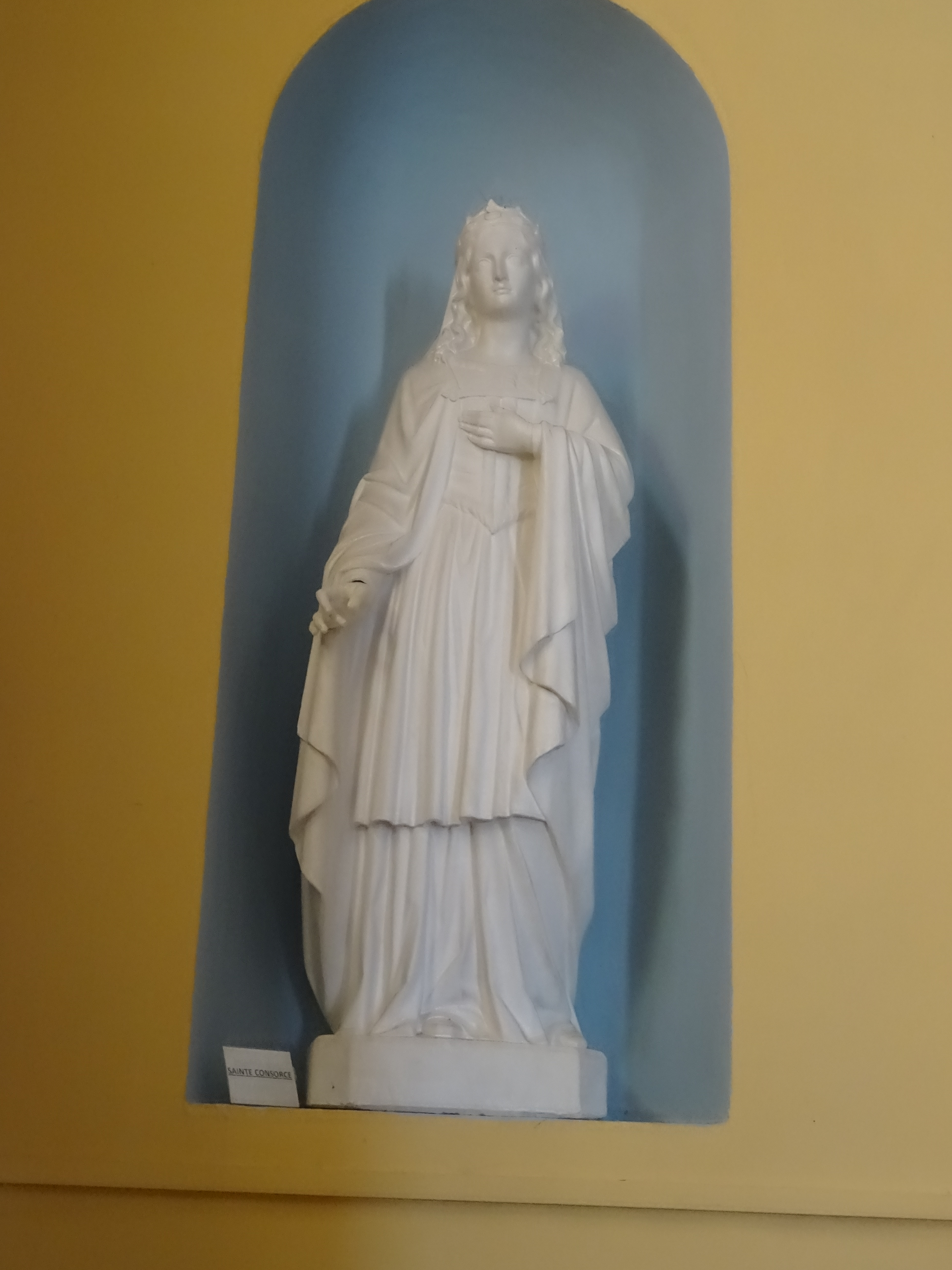
Sainte Consorce
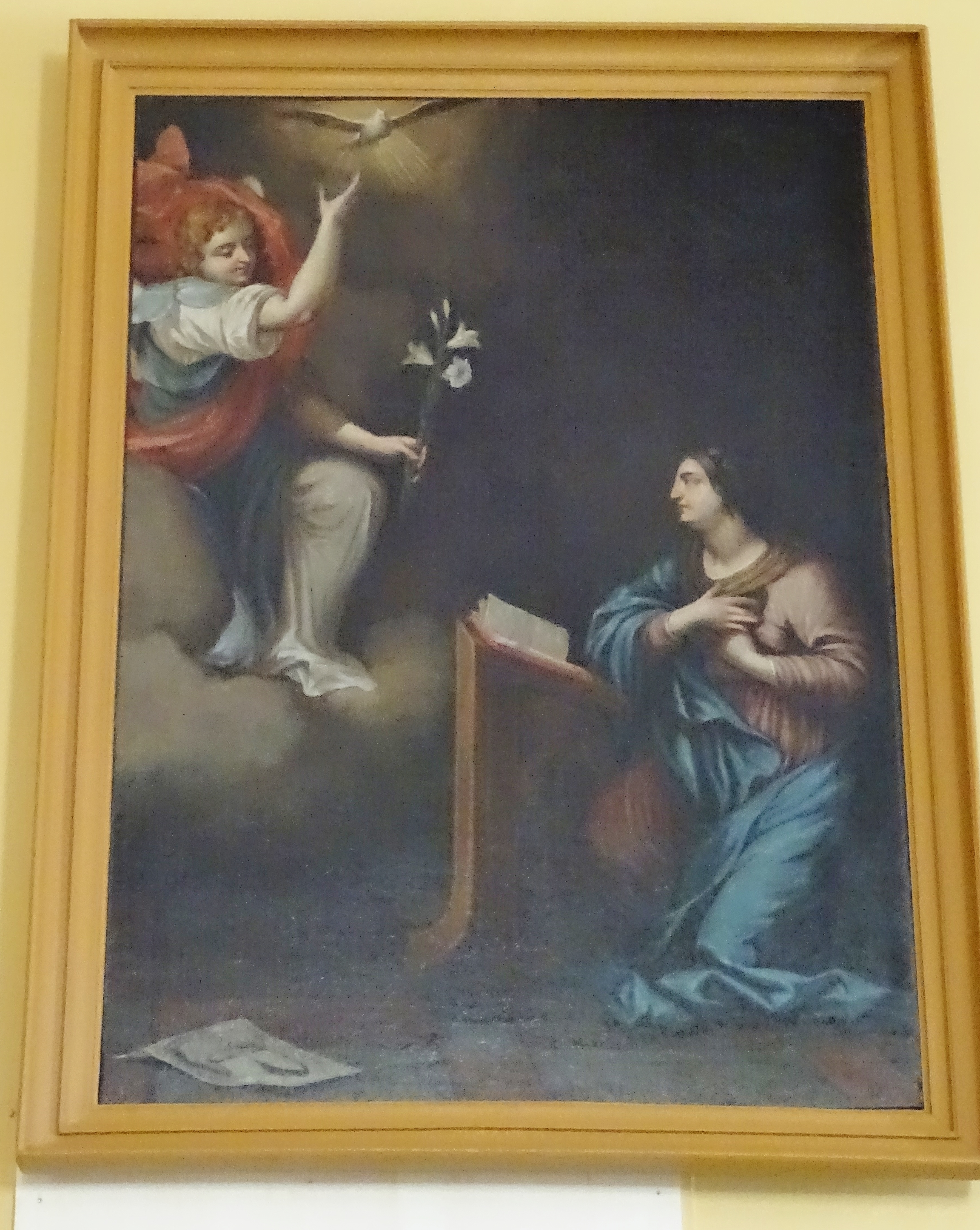
Tableau de l'Annonciation
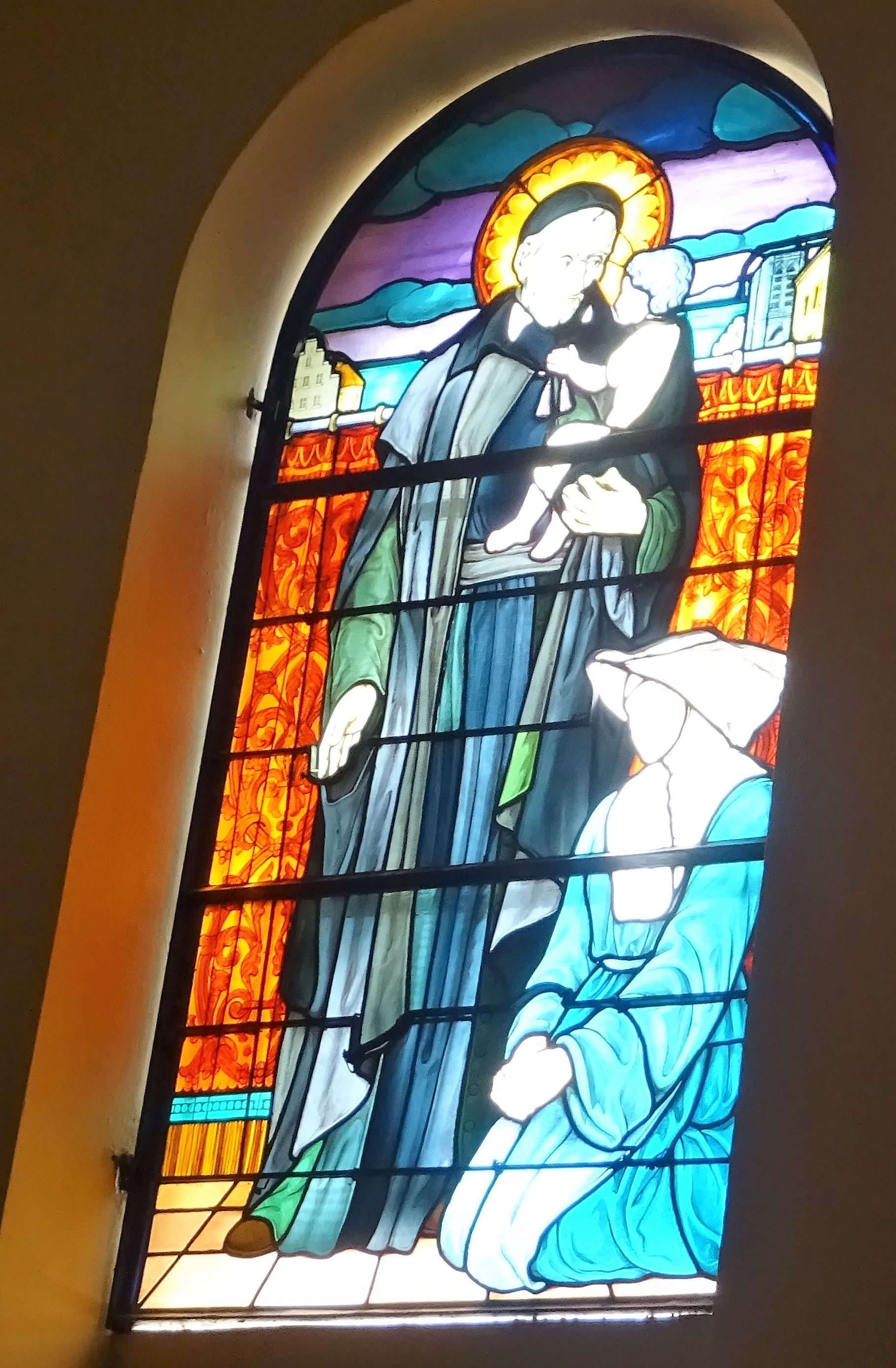
Vitrail de saint Vincent de Paul
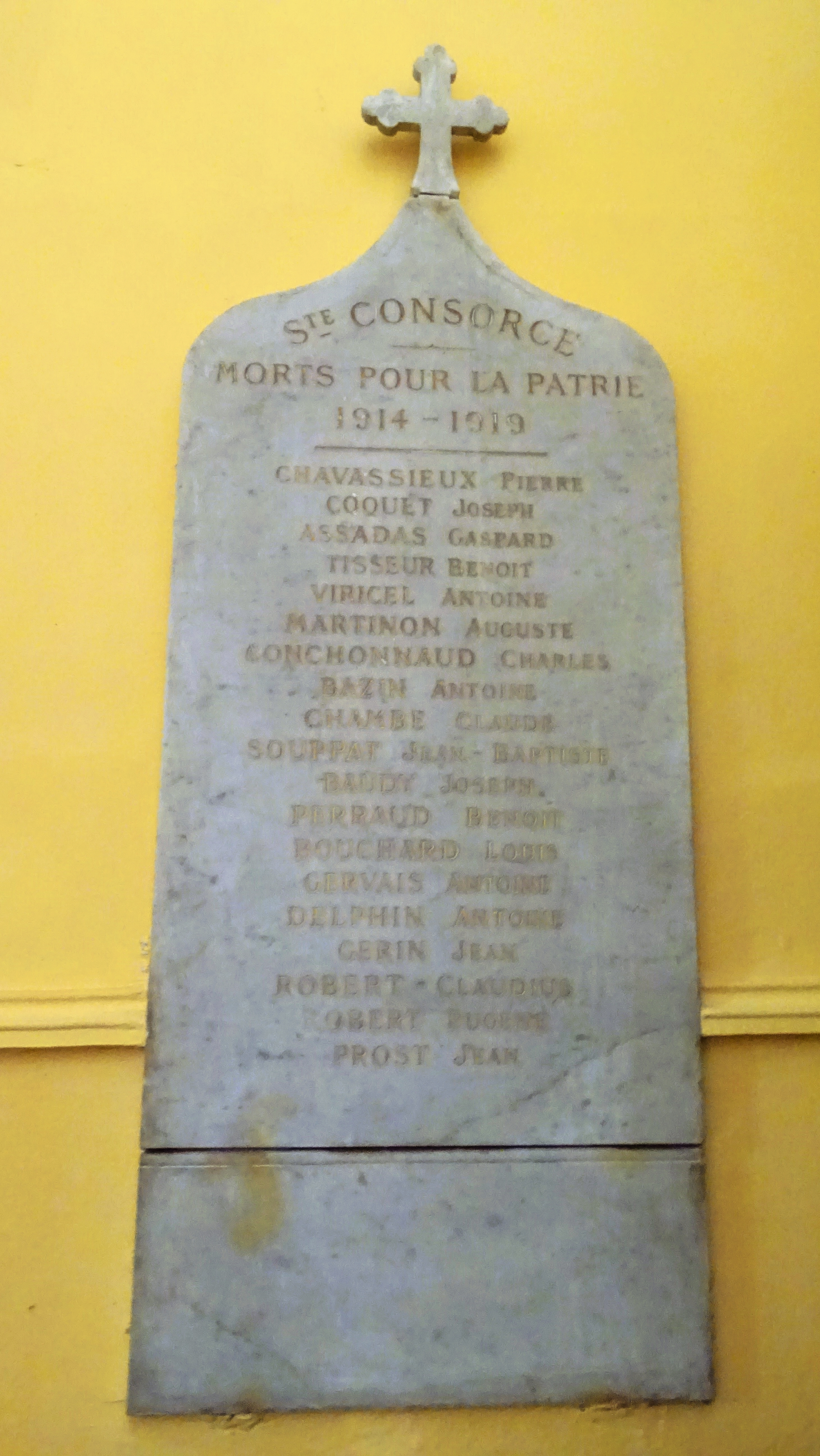
Morts de la Grande Guerre
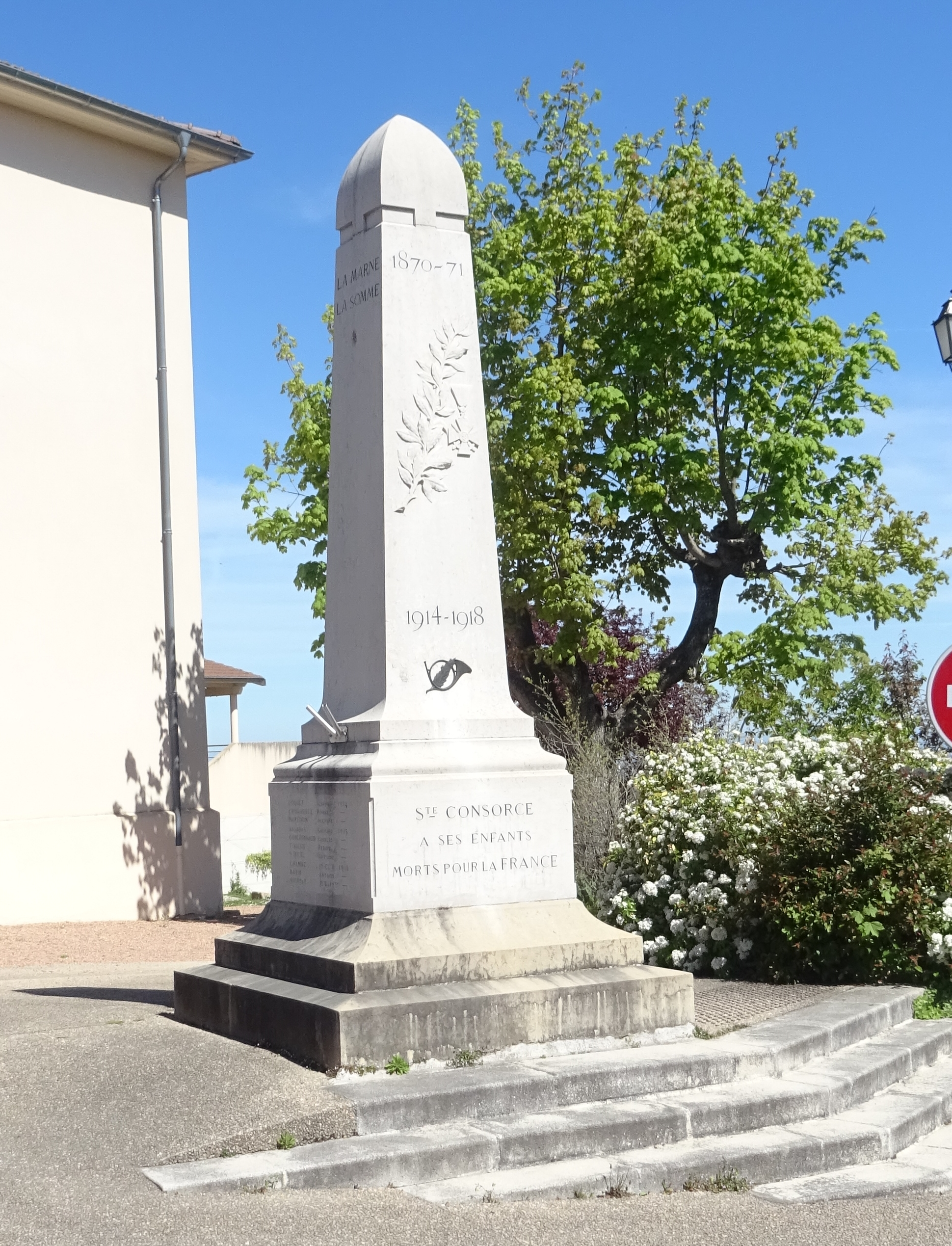
Monument aux morts de la Grande Guerre

### Sainte-Consorce aujourd’hui

#### L'essor démographique
Une ère nouvelle commence pour Sainte-Consorce dans les dernières décennies du XXe siècle. Alors que la population stagnait à son plus bas niveau, elle passe de 333 habitants en 1962 à 2028 en 2019, soit une multiplication par plus de 6 fois (6,1). Le rythme de croissance a varié au cours de ces 57 années, avec un maximum de + 8,2 % dans la période intercensitaire 1968-1975, une reprise de 3,1 % entre 1990 et 1999 et un ralentissement progressif jusqu’au 1,1 % de la période 2013-2018. Tandis que l’excédent annuel des naissances (le solde naturel) se maintient entre 0,8 et 0,4 %, c’est le solde migratoire qui est responsable de cette croissance et en a commandé le rythme : initialement très élevé (7,3 % dans la période 1968-1975), il est allé décroissant (0,5 % de 2013 à 2018).
En correspondance avec l’évolution démographique, on observe une augmentation du nombre de logements qui atteint 823 en2018. D’où le pourcentage de plus en plus réduit de constructions anciennes. Celles qui datent d’avant 1919 ne comptent plus que pour 10,5 % en 2015, 13,4 % en leur ajoutant celles d’avant 1946. Dans l’après-guerre, l’effort de construction a atteint son maximum de 31,6% entre 1970 et 1900 et s’est encore maintenu depuis (27,7 % de 1990 à 2005 et 6,1 % de 2005 à 2015). Il s’est traduit par la multiplication des lotissements de maisons individuelles échelonnés du nord au sud suivant la pente : le Philly, la Badellière, la Brossonnière, le Quincieux, les Barolles. Leur pourcentage tend cependant à être moins despotique puisqu’on est passé de 95 % entre 1971 à1990 à 88 % de 1991 à 2005 et à 76 % de 2006 à 2015. Les immeubles collectifs viennent surtout renforcer le noyau central de la mairie.

#### L'emploi
Le problème de l’emploi se pose d’abord de manière quantitative. 825 Consorçois se déplacent quotidiennement vers leur bureau ou leur atelier alors qu’il n’existe localement que 578 postes de travail. On ne s’en étonnera pas lorsque l’on constate la très faible part de l’industrie, généralement forte pourvoyeuse d’ouvrage, sur le territoire de la commune. Sur 183 établissements, seuls 22 soit un pourcentage de 11,6 % appartiennent à ce secteur productif. On pourrait s’attendre à son augmentation depuis l’ouverture du Parc d’Activité Economique de Clape-Loup dans le bas de la commune en 2017 sur l’initiative de la Communauté de Communes des Vallons du Lyonnais. 43 entreprises s’y sont installées depuis mais cette activité manufacturière y est très faiblement représentée (4 exemplaires), les plus nombreuses étant la construction (8) et des activités de service comme les agences immobilières (13), la réparation automobile (8), etc. Du reste, les emplois ne sont pas réservés à la population locale.
Dans une approche qualitative, on peut s’interroger sur l’adéquation entre les attentes des candidats à l’emploi et les possibilités offertes sur place. En effet, dans leur grande majorité, les habitants de la commune ont un haut niveau de formation puisque la moitié (47,7 %) ont poursuivi leurs études pendant au moins deux ans après le baccalauréat et ils sont encore 19,8 % à avoir reçu une formation de 5 années ou plus au-delà ! 118 seulement des actifs travaillent sur le territoire communal contre 737, soit 86,2 %, qui doivent le quitter. On pourrait penser que les migrations-alternantes quotidiennes se limitent à une faible distance, compte-tenu de la présence, à moins d’un kilomètre du bourg, de Sanofi, énorme employeur de 3 500 personnes sur le même site à Marcy-l’Etoile. Mais cette société de taille mondiale œuvre dans le secteur très étroitement spécialisé de la recherche et développement (pour un quart) et de la production (pour les trois quarts) de vaccins. Le recrutement de chercheurs de laborantins se fait à l’échelle de l’agglomération lyonnaise. Une étude, s’il en existait, démontrerait, en revanche, que les nouveaux Consorçois ont conservé leur emploi dans les quartiers centraux de la métropole où ils résidaient auparavant.
Il résulte de cette situation que les routes sont animées selon le rythme des allers et retours des automobilistes, car ils sont 82,2 % à donner la préférence à ce mode de transport pour ces déplacements quotidiens contre 9,3 % qui utilisent les autobus des TCL (Transports en Commun Lyonnais). Toutes ces caractéristiques concourent à définir Sainte-Consorce comme une commune-dortoir, selon le processus de la rurbanisation.

#### Les services publics

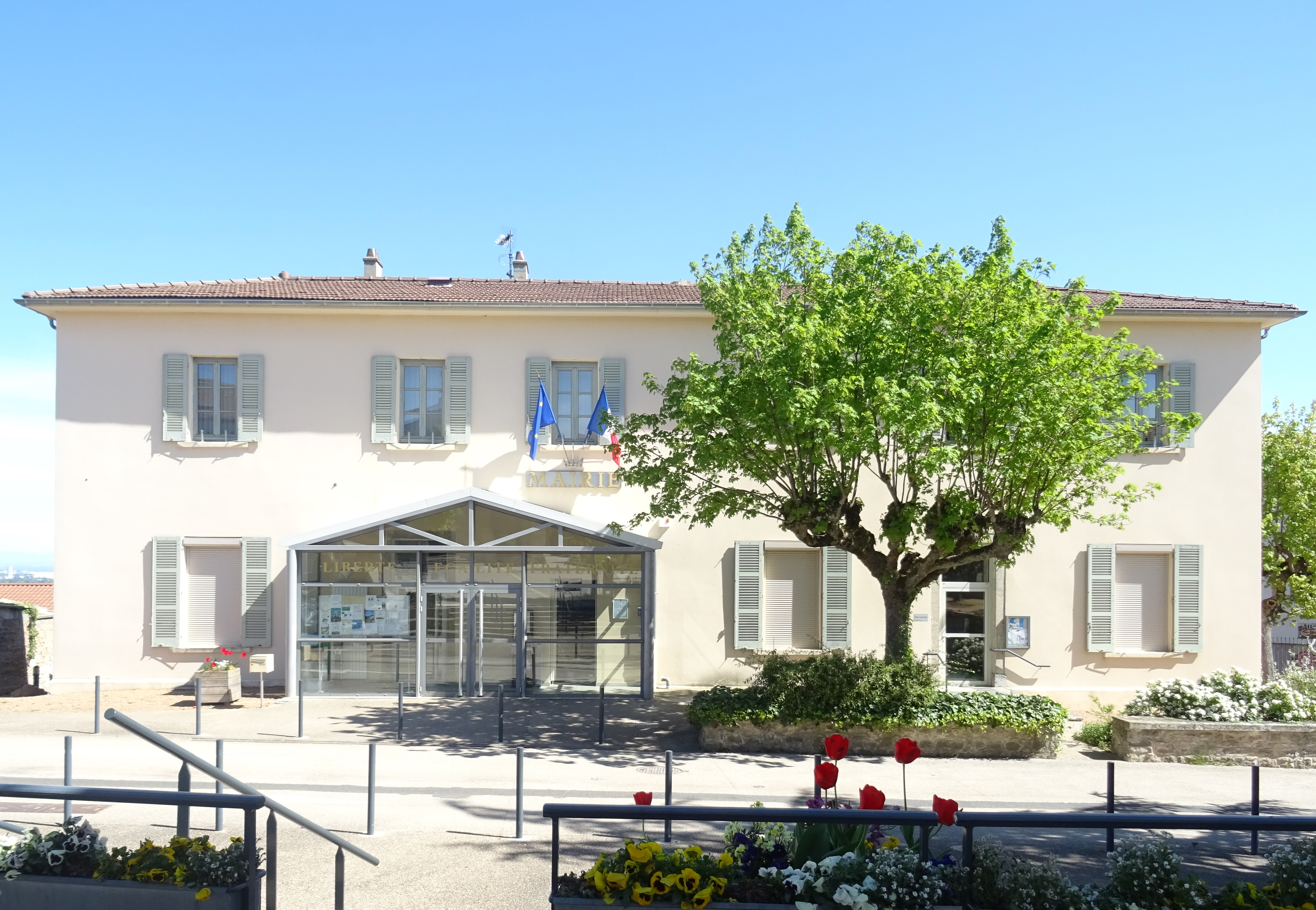
Mairie de Sainte-Consorce.

Les problèmes de la mairie et de l’école sont étroitement mêlés. Dès la séparation d’avec Marcy, les membres du conseil municipal se sont mis en quête d’un terrain pour une construction commune. Leur choix se porta sur un espace en face de l’église. Le vendeur n’était rien moins qu’Antoine Brun, connu pour sa passion des maquettes. L’adjudication eut lieu au printemps 1874 et la réception des travaux, menés rondement, fut conclue en décembre de la même année. Les locaux abritaient à la fois la mairie et une école de garçons. Leur volume parut très insuffisant lorsque la loi scolaire fut votée en 1881 avec obligation scolaire pour les deux sexes. Le bâtiment fut alors doublé en 1883 du côté nord pour installer l’école de filles au prix d’une expropriation. Cette situation dura jusqu’en 1976. La croissance démographique a alors imposé la construction d’un véritable groupe scolaire dans le bourg même. Les travaux ont commencé en 1985 et l’inauguration a eu lieu en 1987. Les locaux occupés par les écoles furent dès lors libérés au bénéfice des seuls services municipaux. Le sas d’entrée a été aménagé par la même occasion.

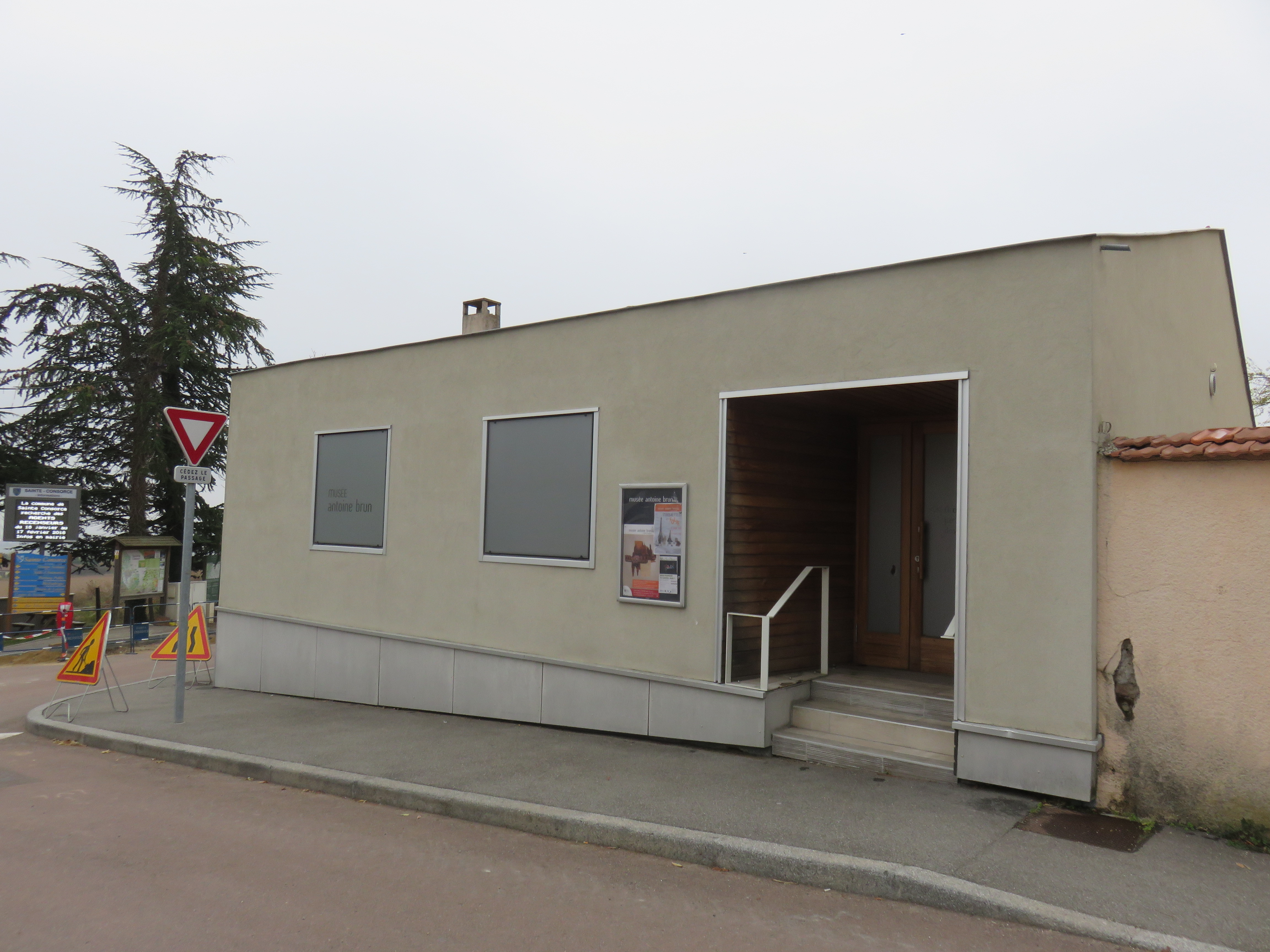
Le musée Antoine-Brun.

Pour rester dans un domaine touchant à la culture, il paraît important de préciser qui était cet Antoine Brun qui a droit depuis 1975 à un musée construit avec l’aide du Conseil général du Rhône et du Crédit agricole du Sud-est. Né en 1820 dans une famille de riches propriétaires terriens, il s’était pris de passion pour le travail du bois dans le tilleul, et le noyer entre autres essences De la sculpture de sabots, il passa bientôt à celle de maquettes de monuments urbains choisis pour commencer dans la ville de Lyon puis bientôt dans le monde entier. Il est décédé en 1900. Si les plans-reliefs sur Lyon semblent irrémédiablement disparus, 147 maquettes, représentant seulement 30 % de ses sculptures, sont présentées au public. L’originalité du personnage n’est pas sans rappeler celle de son contemporain le facteur Cheval, créateur du Palais idéal, sur la commune de Hauterives dans le département voisin de la Drôme.

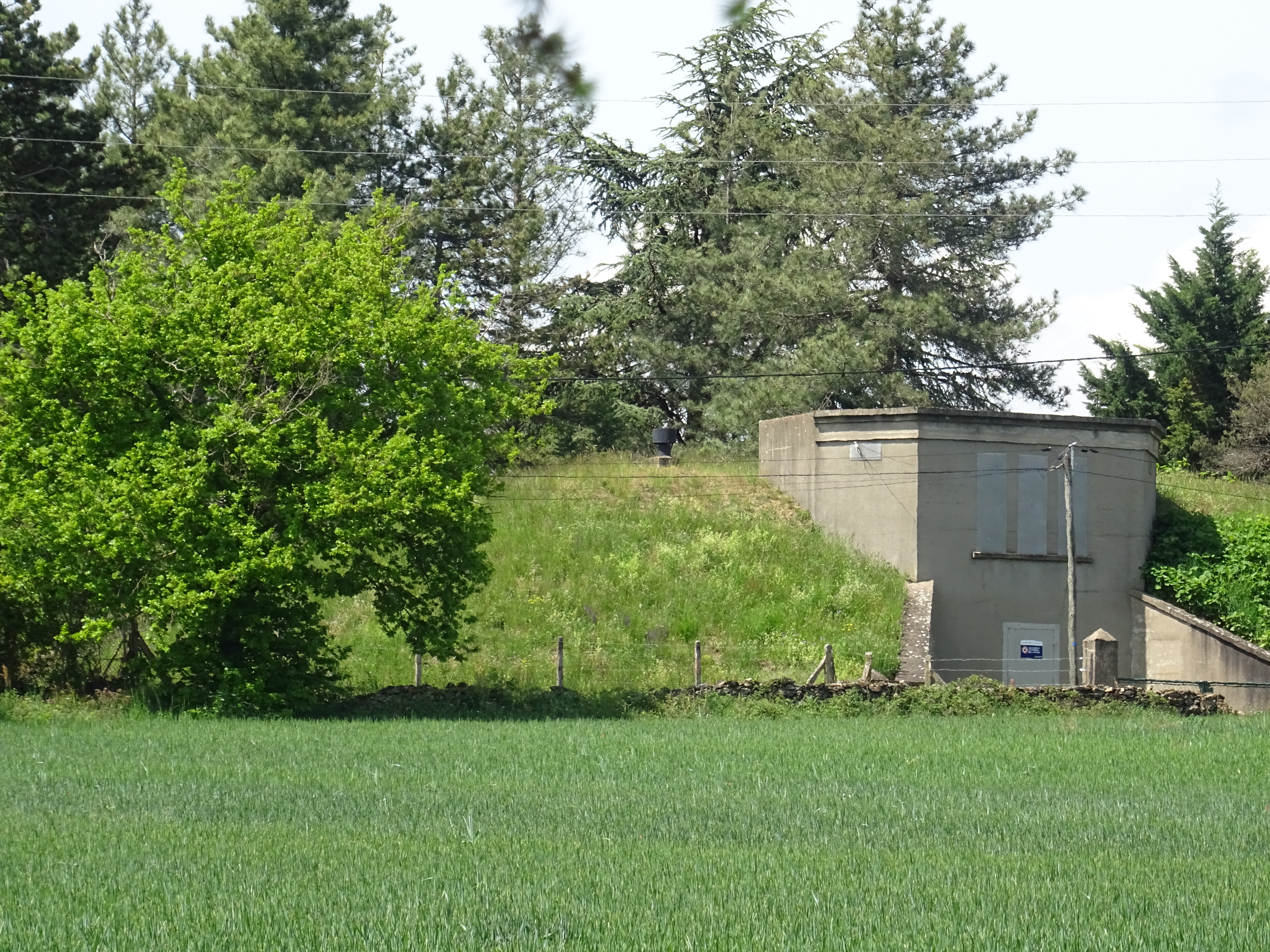
Réservoir de Pipora.

Pour revenir à des considérations matérielles, on peut rappeler que la commune a adhéré en 1963 au Syndicar Intercommunal de Distribution des Eaux du Sud-Ouest Lyonnais (SIDESOL) alimenté par pompage depuis la nappe phréatique du Garon. Le réservoir qui commande l'ensemble de la desserte de la population a été logiquement construit à Pipora, le point culminant de la commune... où tournaient autrefois les ailes d'un moulin à vent.

## Héraldique
| Armes | Les armes de Sainte-Consorce se blasonnent ainsi : D'azur au bâton d'or accompagné d'une feuille de marronnier d'argent en chef et de sainte Consorce en pied du même en pointe. |

## Politique et administration

### Administration municipale
| Période                                  | Période  | Identité            | Étiquette | Qualité                        |
| ---------------------------------------- | -------- | ------------------- | --------- | ------------------------------ |
| 1959                                     | 1971     | Pierre Brun         |           |                                |
| 1989                                     | 2001     | Georges Barriol     | RPR       | Conseiller général depuis 1982 |
| 2001                                     | En cours | Jean-Marc Thimonier |           |                                |
| Les données manquantes sont à compléter. |          |                     |           |                                |

## Démographie
L'évolution du nombre d'habitants est connue à travers les recensements de la population effectués dans la commune depuis 1793. Pour les communes de moins de 10 000 habitants, une enquête de recensement portant sur toute la population est réalisée tous les cinq ans, les populations de référence des années intermédiaires étant quant à elles estimées par interpolation ou extrapolation. Pour la commune, le premier recensement exhaustif entrant dans le cadre du nouveau dispositif a été réalisé en 2008.

En 2022, la commune comptait 2 109 habitants, en évolution de +9,67 % par rapport à 2016 (Rhône : +3,93 %, France hors Mayotte : +2,11 %).
| 1793 | 1800 | 1806 | 1821 | 1831 | 1836 | 1841 | 1846 | 1851 |
| ---- | ---- | ---- | ---- | ---- | ---- | ---- | ---- | ---- |
| 553  | 356  | 566  | 509  | 643  | 685  | 687  | 763  | 736  |

| 1856 | 1861 | 1866 | 1872 | 1876 | 1881 | 1886 | 1891 | 1896 |
| ---- | ---- | ---- | ---- | ---- | ---- | ---- | ---- | ---- |
| 813  | 750  | 774  | 460  | 433  | 453  | 460  | 447  | 442  |

| 1901 | 1906 | 1911 | 1921 | 1926 | 1931 | 1936 | 1946 | 1954 |
| ---- | ---- | ---- | ---- | ---- | ---- | ---- | ---- | ---- |
| 439  | 412  | 434  | 363  | 396  | 399  | 381  | 363  | 383  |

| 1962 | 1968 | 1975 | 1982  | 1990  | 1999  | 2006  | 2008  | 2013  |
| ---- | ---- | ---- | ----- | ----- | ----- | ----- | ----- | ----- |
| 333  | 444  | 767  | 1 017 | 1 223 | 1 608 | 1 804 | 1 854 | 1 849 |

| 2018  | 2022  | - | - | - | - | - | - | - |
| ----- | ----- | - | - | - | - | - | - | - |
| 1 956 | 2 109 | - | - | - | - | - | - | - |

## Économie

### Revenus de la population et fiscalité
En 2010, le revenu fiscal médian par ménage était de 51 015 €, ce qui plaçait Sainte-Consorce au 237e rang parmi les 31 525 communes de plus de 39 ménages en métropole.

## Sport
- Poney-Club et Ecurie.